# Massiccio del Gennargentu
Il Massiccio del Gennargentu - il cui nome in lingua sarda significa La porta dell'argento - è un'area montuosa di grande estensione situata nella zona centro-orientale della Sardegna, in provincia di Nuoro, comprendente le cime più elevate dell'isola. Geologicamente è un'antica formazione rocciosa, caratterizzata da montagne di altezza moderata e con vette a profilo rotondeggiante: tra le tipologie di roccia maggiormente rappresentate nell'area vi sono scisti, graniti e rocce calcaree. La particolarità dell'ambiente e la presenza di specie endemiche, sia animali sia vegetali, hanno portato all'iscrizione della regione montuosa tra le zone di protezione speciale incluse nella rete Natura 2000.

## Descrizione

### Geologia
In Sardegna affiora una sezione completa della catena ercinica: dalle zone esterne della catena, che affiorano nella Sardegna sud-occidentale, fino a quelle interne, che affiorano nella parte nord-orientale dell'isola. La catena ercinica segue una direzione nordovest-sudest (NW-SE), ed è caratterizzata da raccorciamenti e da una zonazione tettono-metamorfica tipica delle orogenesi da collisione continentale. Il basamento sardo è costituito da un sistema di falde erciniche vergenti verso sud-ovest, nota come “zona a falde”, interposte tra il complesso metamorfico della Sardegna settentrionale e una zona esterna a thrust ed a pieghe intensamente deformata che affiora nella parte sud-occidentale dell'isola. Il massiccio del Gennargentu è situato nella zona a falde interne ed esterne; dal punto di vista strutturale è formato da una grande piega antiforme formatasi sempre durante l'orogenesi ercinica. Le formazioni vanno dal Cambriano superiore-Ordoviciano inferiore (arenarie di San Vito e Postgotlandiano) fino all'Olocene (depositi di versante); inoltre è presente il complesso intrusivo ercinico con le coperture mesozoiche. La morfologia attuale è riconducibile a sollevamenti crostali terziari legati all'orogenesi alpina, rototraslazione del blocco sardo-corso ed apertura del bacino tirrenico.

### Territorio

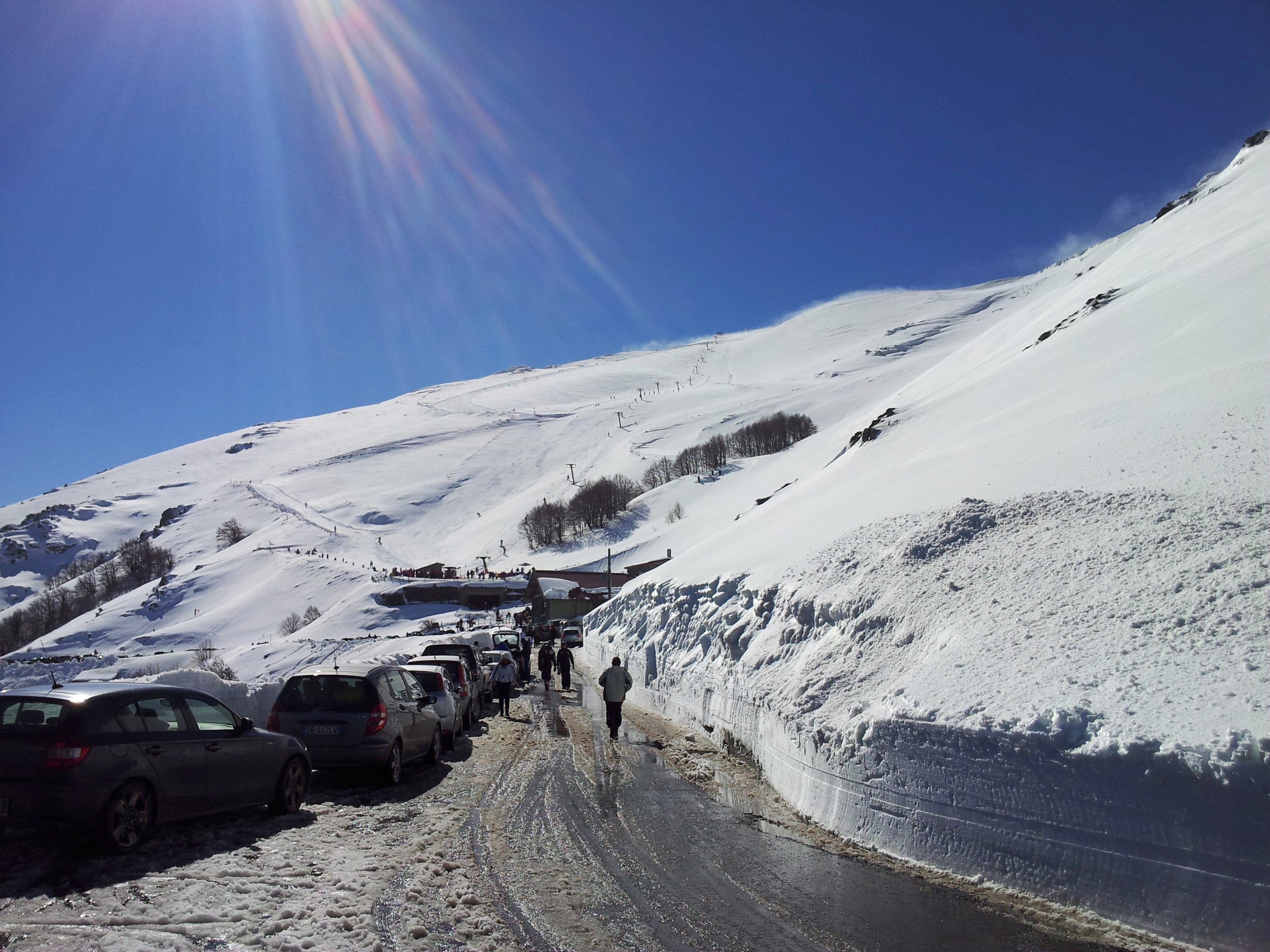
Impianti sciistici

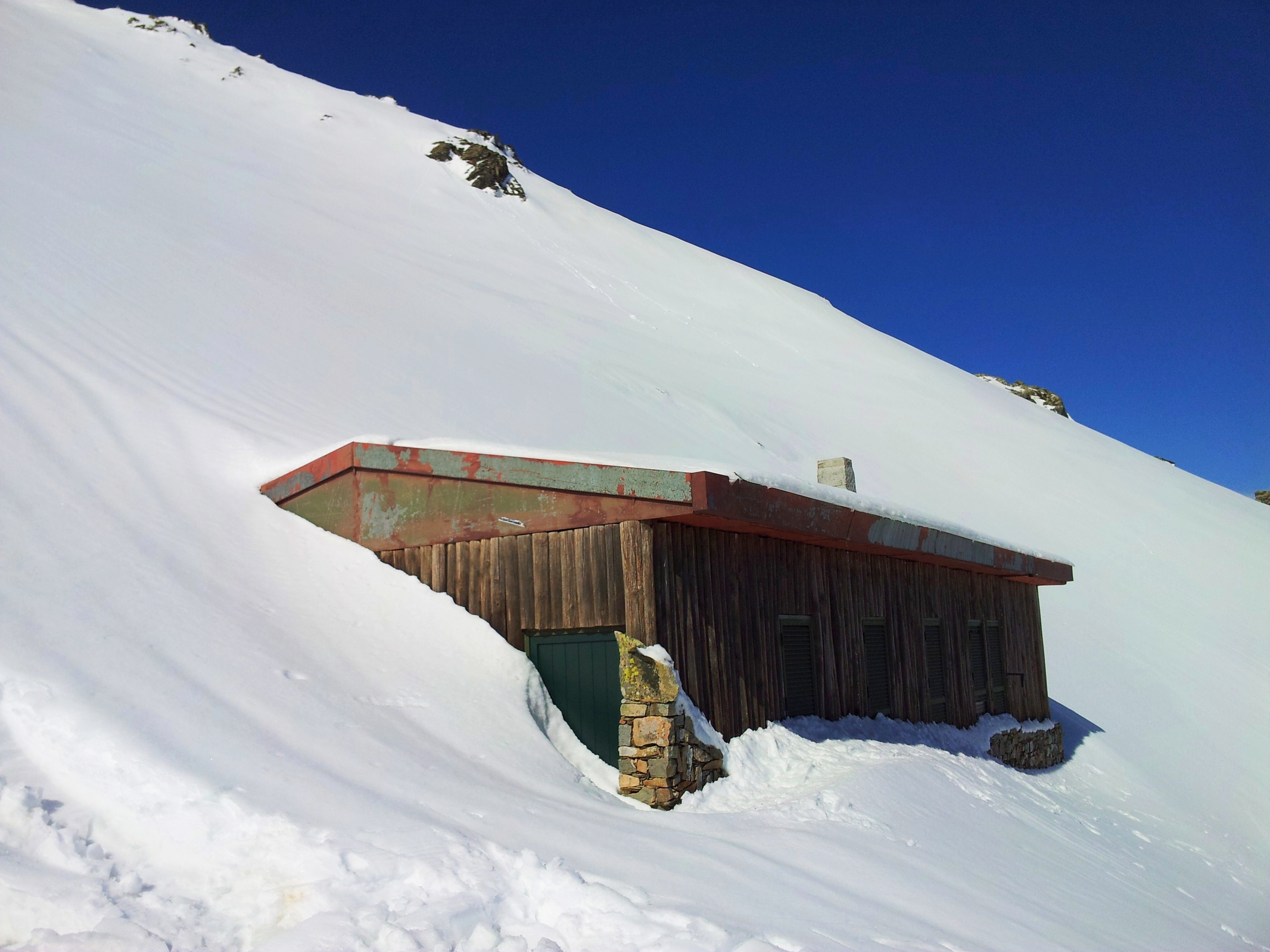
Rifugio

Comprende tutta la zona della Sardegna centro-orientale e si estende nel territorio della provincia di Nuoro. Il suo nome deriva da genna («porta» in sardo) e argentu («argento» in sardo), quindi «porta d'argento», per la forte presenza della roccia di scisto dal tipico aspetto metallico e argenteo che caratterizza questi rilievi montuosi.. Tra le sue montagne vi sono le cime più alte dell'isola:
- Punta La Marmora (1.834 metri);
- Bruncu Spina (1.829 metri);
- Su Sciusciu (1.823 metri);
- Punta Florisa (1.822 metri);
- Punta Paulinu (1.792 metri);
- Punta Erbas Irdes (1.703 metri);
- Bruncu Allasu (1.701 metri);
- Monte e S'Iscudu (1.676 metri);
- Monte Spada (1.595 metri);
- Monte Genziana, Orrunori (1.505 metri)[7];
- Conca Giuanni Fais (1.496 metri);
- Punta Mungianeddu (1.469 metri);
- Punta Funtana Cugnada (1.456);
- Monte Orguda (1.361 metri);
- Monte Perdedu (1.334 metri);
- Margiani e Pubusa (1.323 metri);
- Bruncu Muncinale (1.267 metri);
- Monte Idolo (1.240 metri);
- Monte Santa Vittoria (1.212 metri).
- Perda Liana (1.293 metri).
- Monte Tisiddu (957 metri).
- Monte Pizziogu (767 metri)

Sulle sue pendici si trovano le sorgenti di importanti fiumi della Sardegna, tra i quali il Flumendosa ed il Taloro.

### Flora

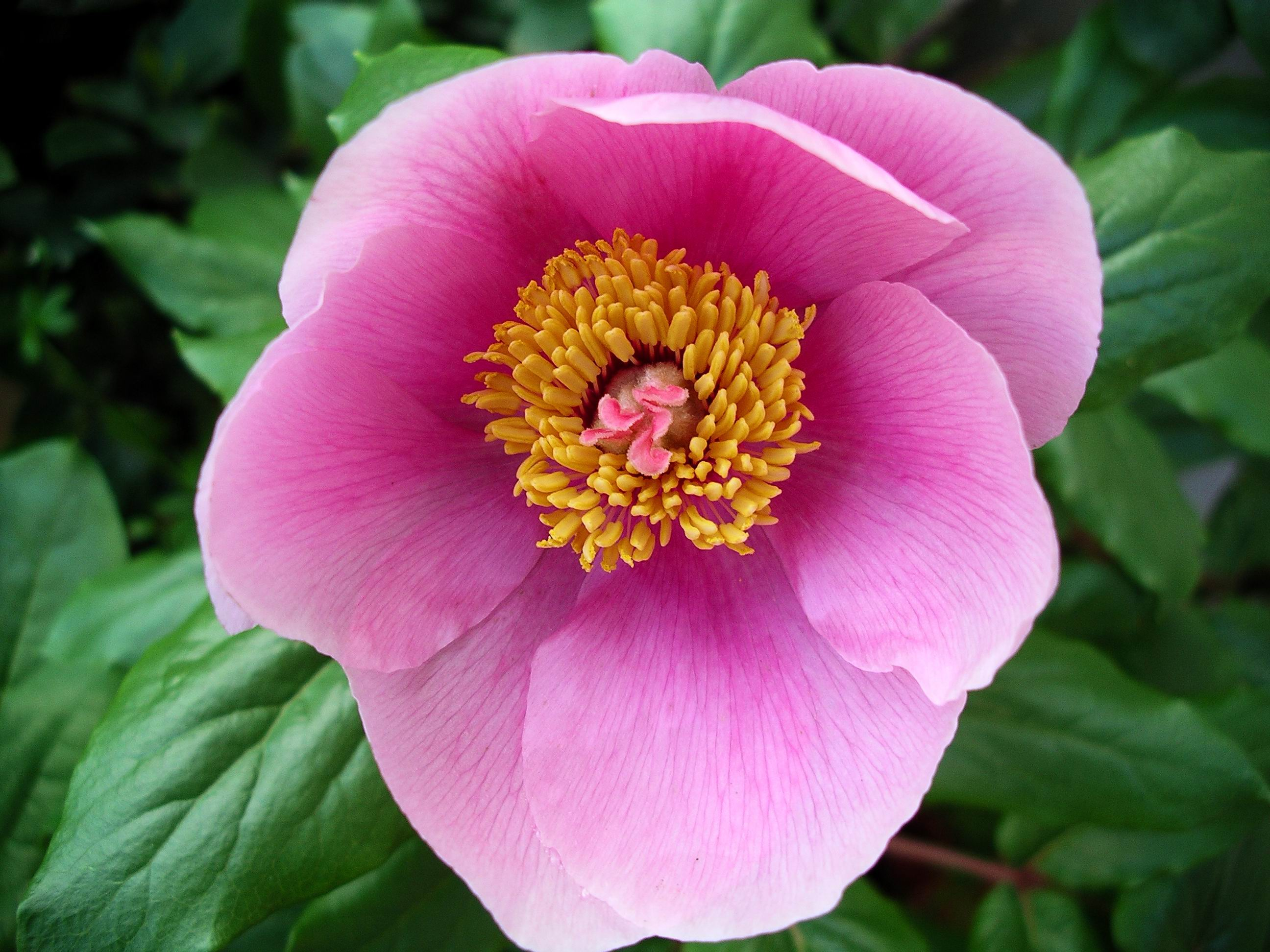
La peonia del Gennargentu (Peonia mascula).

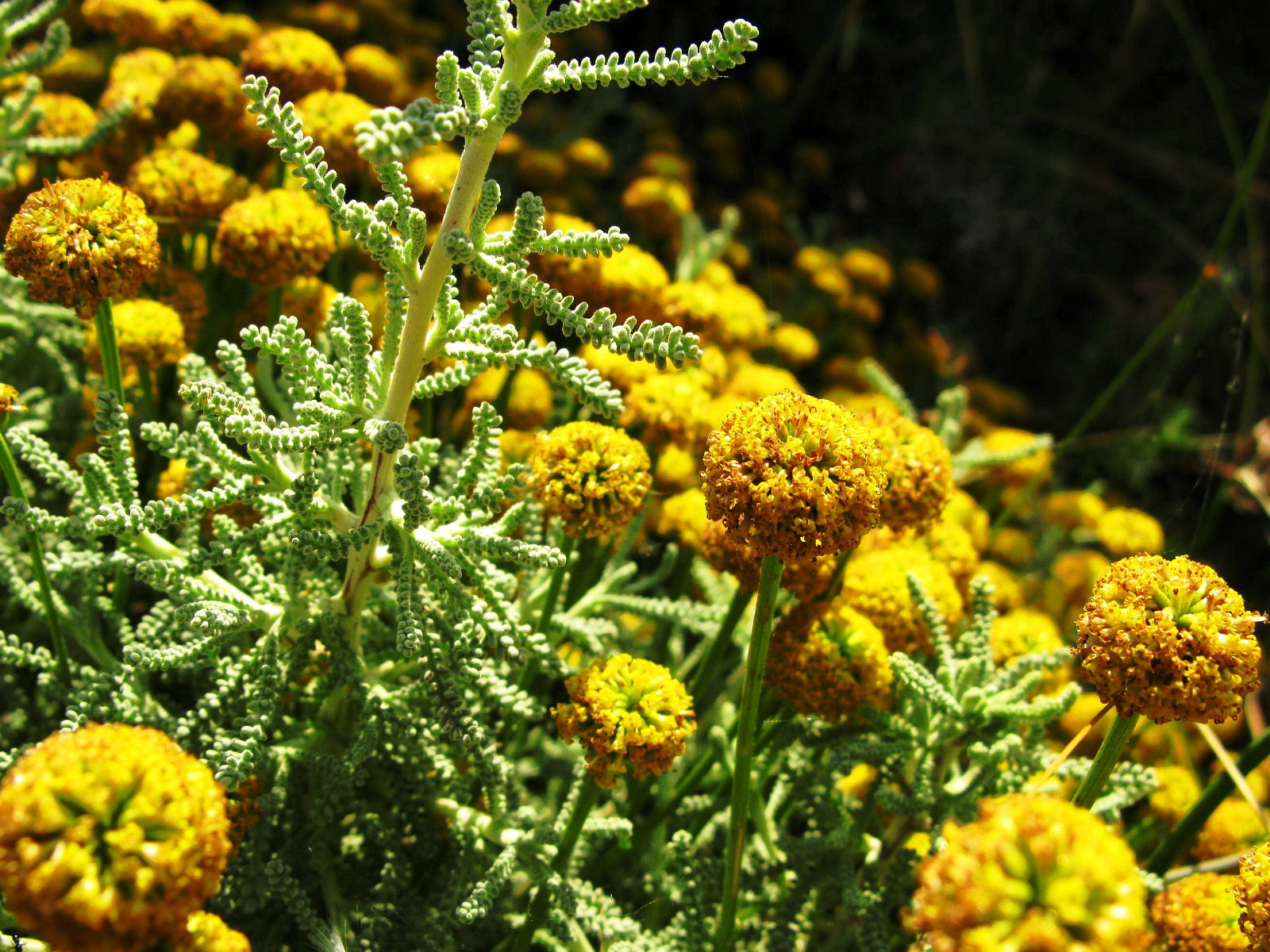
Santolina insularis - endemismo della Sardegna

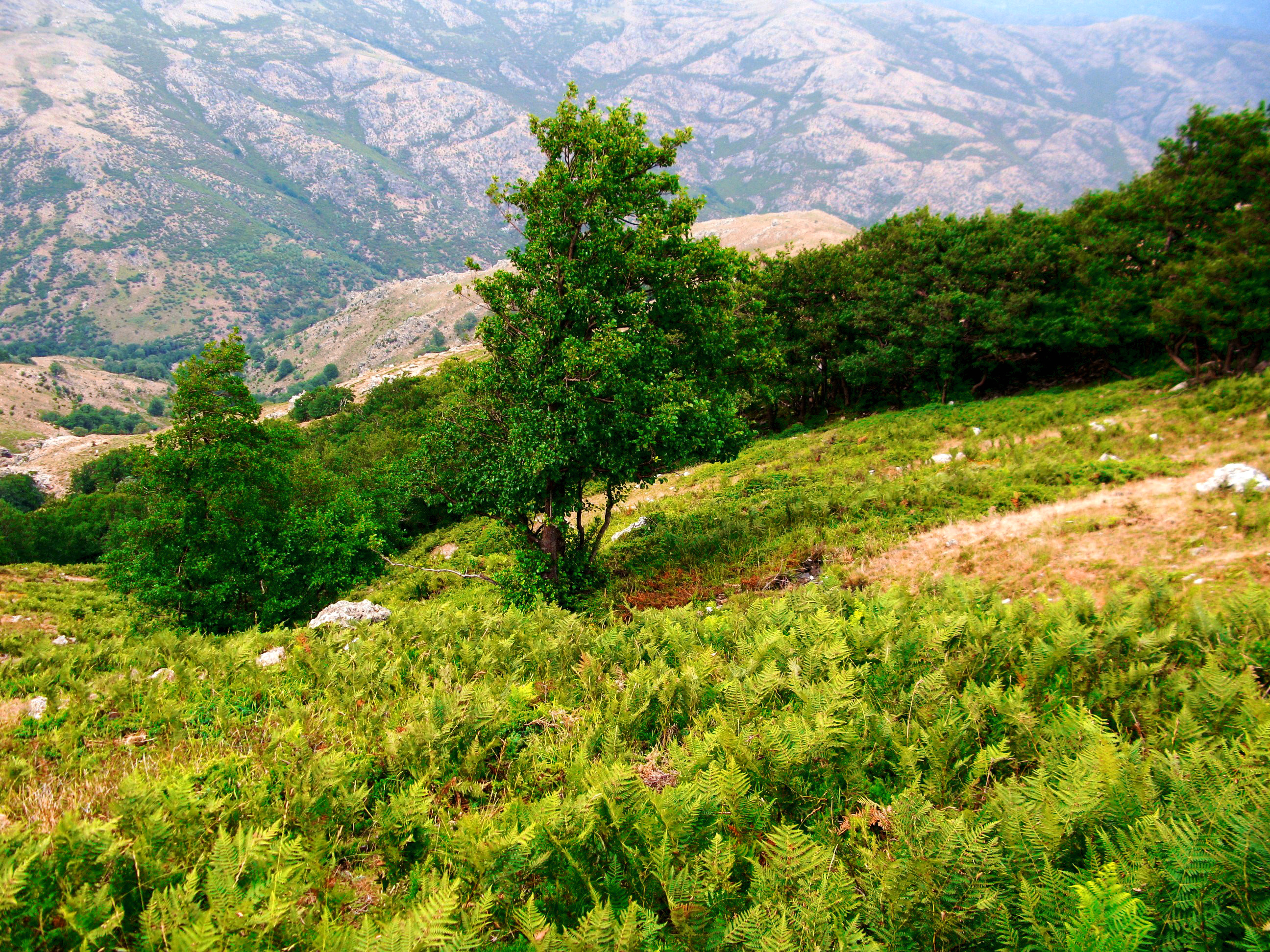
Gennargentu - Vegetazione estiva: foresta a galleria di ontani e felci

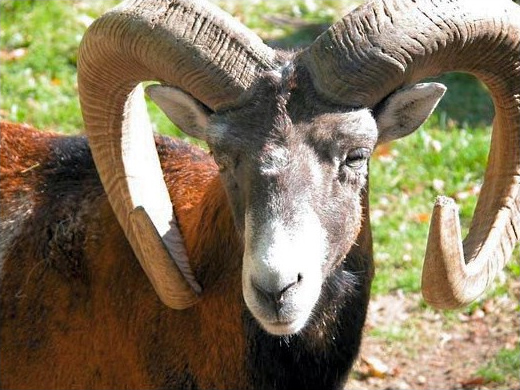
Muflone, uno dei simboli della fauna sarda.

Le caratteristiche climatiche del massiccio montuoso permettono lo sviluppo di una flora differente, le cui origini risalgono all'era terziaria, rispetto a quella che si può ritrovare nelle altre zone della Sardegna. Si possono quindi ritrovare residui di foreste formate da tassi (Taxus baccata), agrifogli (Ilex aquifolium), pioppi tremuli (Populus tremula) e noci bianchi (Juglans regia), oltre a specie come il ribes del Limbara (Ribes sandalioticum), l'elleboro di Corsica (Helleborus argustifolius), la rosa di montagna (Peonia mascula), il ranno alpino (Rhamnus alpina), la digitale rossa (Digitalis purpurea), la genziana maggiore (Gentiana lutea), la dafne spatolata (Daphne oleoides), la scrofularia alata (Scrophularia umbrosa) ed il ranunculo a foglie di platano (Ranunculus platanifolius). Vegetano inoltre alcune specie endemiche ed esclusive, con areale piuttosto limitato; l'eufrasia del Gennargentu (Euprhasia genargentea), la festuca di Moris (Festuca morisiana), il cardo microcefalo (Lamyropsis microcephala), lo spillone di Sardegna (Armeria sardoa), l'astragalo del Gennargentu (Astragalus genargenteus), la carlina sardo-corsa (Carlina macrocephala), il ranunculo a foglie di cimbalaria (Ranunculus cymbalarifolius), l'aquilegia di Sardegna (Aquilegia nugorensis), l'euforbia irlandese (Euphorbia hyberna), l'ellera terrestre di Sardegna (Glechoma sardoa), la crespolina maggiore (Santolina insularis) e la viola sardo-corsa (Viola corsica).
L'eccessiva pressione antropica, esercitata dal pascolo e dall'uso scorretto del suolo, ha favorito la comparsa di fenomeni di erosione e degrado ambientale. La vegetazione originaria, costituita da formazioni forestale di leccio (Quercus ilex), roverella (Quercus pubescens), tasso ed agrifoglio e noci bianchi, è stata sostituita parzialmente da stadi immaturi dominati da arbusti, steppe e praterie montane. La vegetazione ripariale, che cresce lungo le rive dei torrenti montani, è caratterizzata da foreste a galleria costituita da ontani (Alnus glutinosa). Le aree nelle quali dominano gli arbusti sono popolate da specie come il ginepro nano (Juniperus nana), il prugnolo prostrato (Prunus prostrata), il crespino dell'Etna (Berberis aetnensis) e la rosa dei Serafini (Rosa seraphini).

### Animali
La particolare morfologia del territorio e l'effetto dovuto all'insularità ha permesso l'evoluzione di specie e sottospecie adattate alle particolarità ambientali. Sulle montagne del Gennargentu si possono ritrovare varie specie di vertebrati. Tra gli anfibi vi sono l'euprotto sardo (Euproctus platycephalus), il geotritone imperiale (Speleomantes imperialis), il geotritone del Supramonte (Speleomantes supramontis), il discoglosso sardo (Discoglossus sardus), il rospo smeraldino (Bufotes viridis) e la raganella sarda (Hyla sarda). I rettili sono invece rappresentati dall'algiroide nano (Algyroides fitzingeri), dalla lucertola del Bedriaga (Archaeolacerta bedriagae), dalla lucertola tirrenica (Podarcis tiliguerta), dalla luscengola (Chalcides chalcides) e dal gongilo (Chalcides ocellatus). Vi sono, inoltre, il colubro ferro di cavallo (Coluber hippocrepis), il colubro (Coluber viridiflavus), la biscia viperina (Natrix maura) e la biscia d'acqua sarda (Natrix cettii).
Tra gli uccelli che, un tempo, popolavano le vette delle montagne vi erano anche il gipeto (Gypaetus barbatus) e l'avvoltoio monaco (Aegypius monachus), ora estinti sul massiccio del Gennargentu. Tra i rapaci si possono avvistare l'astore (Accipiter gentilis), lo sparviere (Accipiter nisus), la poiana (Buteo buteo), l'aquila reale (Aquila chrysaetos), il gheppio (Falco tinnunculus) ed il falco pellegrino (Falco peregrinus). Altri uccelli molto comuni sono la pernice sarda (Alectoris barbara), la quaglia (Coturnix coturnix), il piccione selvatico (Columba livia), il colombaccio (Columba palumbus), il cuculo (Cuculus canorus), il barbagianni (Tyto alba), l'assiolo (Otus scops), la civetta (Athene noctua), il succiacapre (Caprimulgus europaeus), il rondone (Apus apus), il rondone maggiore (Apus melba), il gruccione (Merops apiaster), l'upupa (Upupa epops), il picchio rosso maggiore (Picoides major) ed il picchio rosso minore (Picoides minor). Tra i passeriformi sono comuni la tottavilla (Lullula arborea), l'allodola (Alauda arvensis), la rondine montana (Ptyonoprogne rupestris), il balestruccio (Delichon urbica), il calandro (Anthus campestris), lo spioncello (Anthus spinoletta), la ballerina gialla (Motacilla cinerea), il merlo acquaiolo (Cinclus cinclus), lo scricciolo (Troglodytes troglodytes), il pettirosso (Erithacus rubecola), l'usignolo (Luscinia megarhynchos), il saltimpalo (Saxicola torquata), il culbianco (Oenanthe oenanthe), il codirossone (Monticola saxatilis), il passero solitario (Monticola solitarius), il merlo (Turdus merula), la tordela (Turdus viscivorus), la magnanina (Sylvia undata) e la magnanina sarda (Sylvia sarda), la sterpazzola di Sardegna (Sylvia conspicillata) e la sterpazzolina (Sylvia cantillans), la capinera (Sylvia atricapilla), il fiorrancino (Regulus ignicapillus), il pigliamosche (Muscicapa striata), la cincia mora (Parus ater), la cinciarella (Parus caeruleus), la cinciallegra (Parus major) e l'averla piccola (Lanius collurio). Tra i corvidi vanno citati la ghiandaia (Garrulus glandarius), il gracchio corallino (Pyrrhocorax pyrrhocorax), la taccola (Coloeus monedula), la cornacchia grigia (Corvus cornix) ed il corvo imperiale (Corvus corax). Altri passeriformi molto comuni sono lo storno nero (Sturnus unicolor), la passera sarda (Passer hispaniolensis), la passera mattugia (Passer montanus), la passera lagia (Petronia petronia), il fringuello (Fringilla coelebs), il venturone (Serinus citrinella), il verdone (Carduelis chloris), il cardellino (Carduelis carduelis), il fanello (Carduelis cannabina), il frosone (Coccothraustes coccothraustes), lo zigolo nero (Emberiza cirlus) e lo strillozzo (Emberiza calandra).
Tra i mammiferi sono presenti la crocidura rossiccia (Crocidura russula), il mustiolo (Suncus etruscus), la lepre sarda (Lepus capensis), il quercino (Eliomys quercinus), il ghiro (Glis glis), il topo selvatico (Apodemus sylvaticus), il ratto nero (Rattus rattus), il topolino domestico (Mus musculus), la volpe (Vulpes vulpes), la martora (Martes martes), la donnola (Mustela nivalis), il gatto selvatico (Felis silvestris), il cinghiale (Sus scrofa) ed il muflone (Ovis musimon).

### Il Parco Nazionale
Il massiccio è caratterizzato da una delle più basse densità di abitanti d'Europa e preserva una grande varietà di bellezze naturali e di risorse biologiche, tra le quali vari endemismi. Il parco comprende nella sua complessità i territori del Gennargentu e quelli del Supramonte, per giungere fino al mare dopo una serie di importanti monumenti naturali come il canyon della gola di Gorropu, la gigantesca dolina di "su Suercone", le voragini di "su Disterru" e del "Golgo", il monte di Oliena, il monte novo San Giovanni di Orgosolo, le guglie costiere di Goloritzè e di Pedra Longa, le cale di Goloritzè, di Luna, Sisine, Mariolu, le innumerevoli testimonianze archeologiche della civiltà nuragica. Nell'idea di parco è compresa anche la zona dei Tacchi d'Ogliastra, con eminenze geologiche quali "Perda Liana" e i "Tonneri", nei "Tacchi" sono importanti alcune importanti cascate stagionali, le Cascate di Lequarci, e sempre nei tacchi anche la Grotta di Su Marmuri, anche perché il Gennargentu è da intendersi come un sistema montano continuo che ricomprende per l'appunto i Supramontes ed i rilievi ogliastrini. Tale complesso ecosistema rappresenta pertanto un importantissimo esempio di montagna mediterranea che merita attenzione e tutela, integrata con la tradizione del pastoralismo e dei beni etnografici.

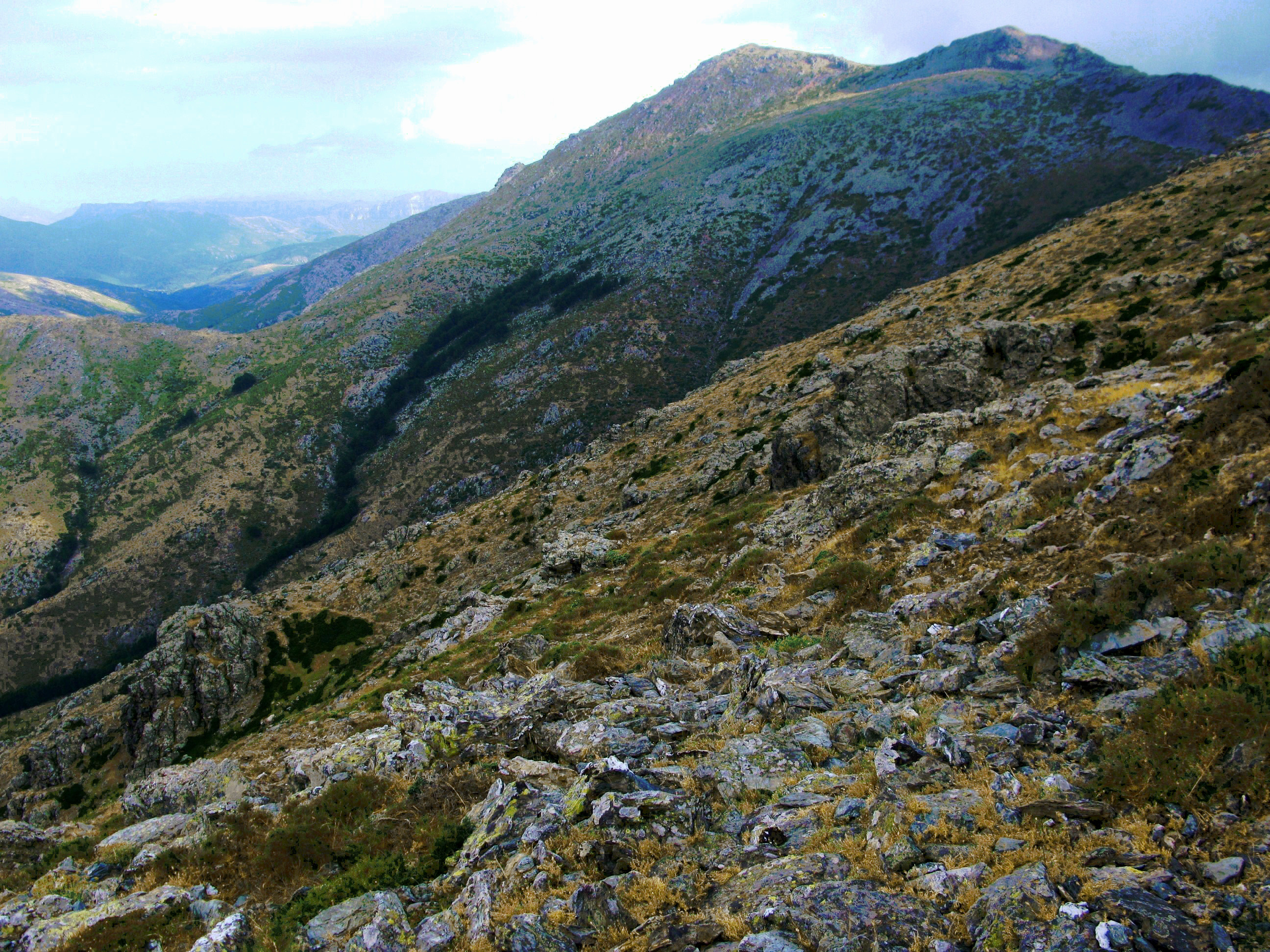
Genna Orisa e Bruncu Spina II - due cime prossime a Punta La Marmora

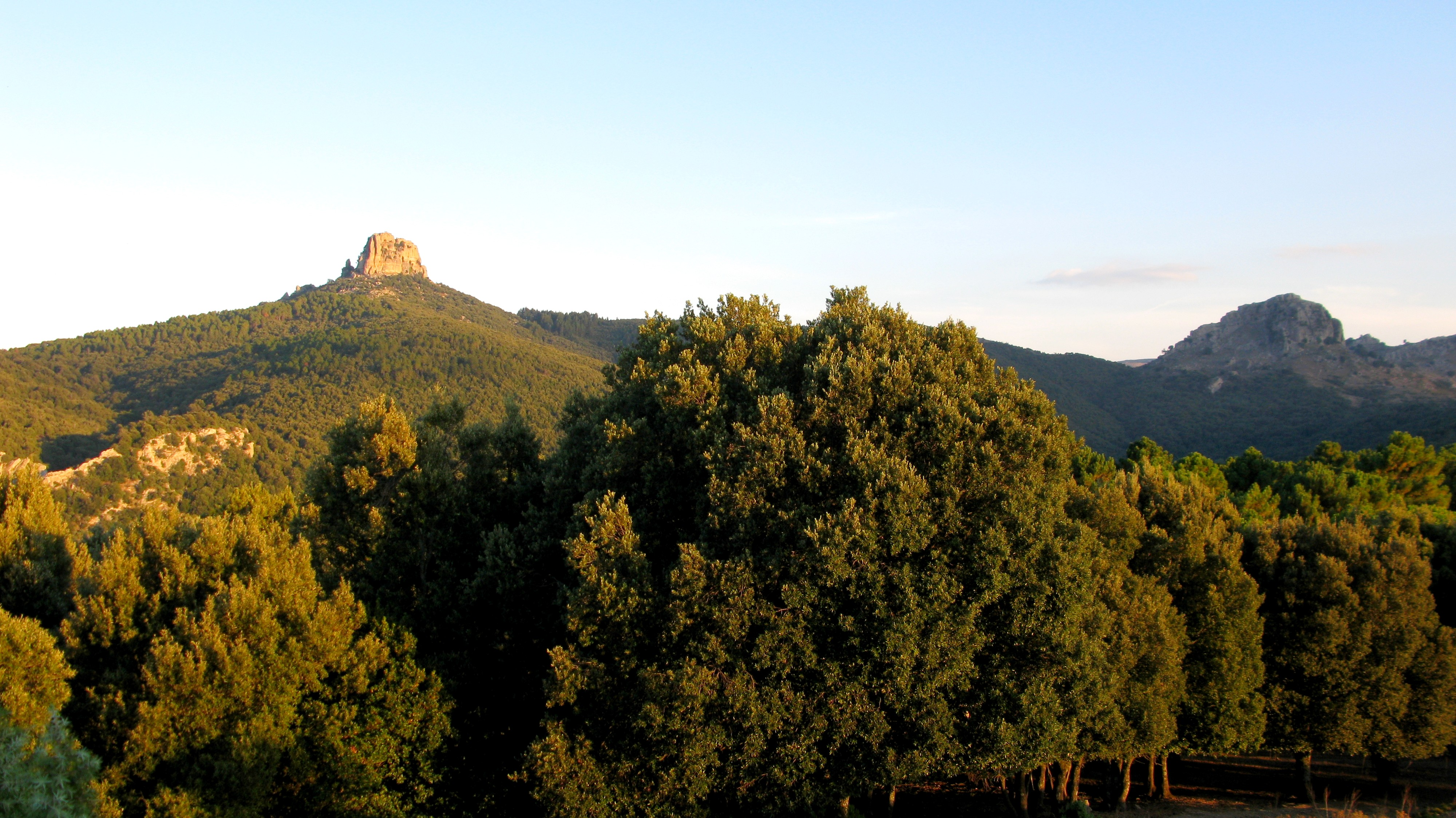
Supramonte di Orgosolo - Monte San Giovanni e Monte Fumai

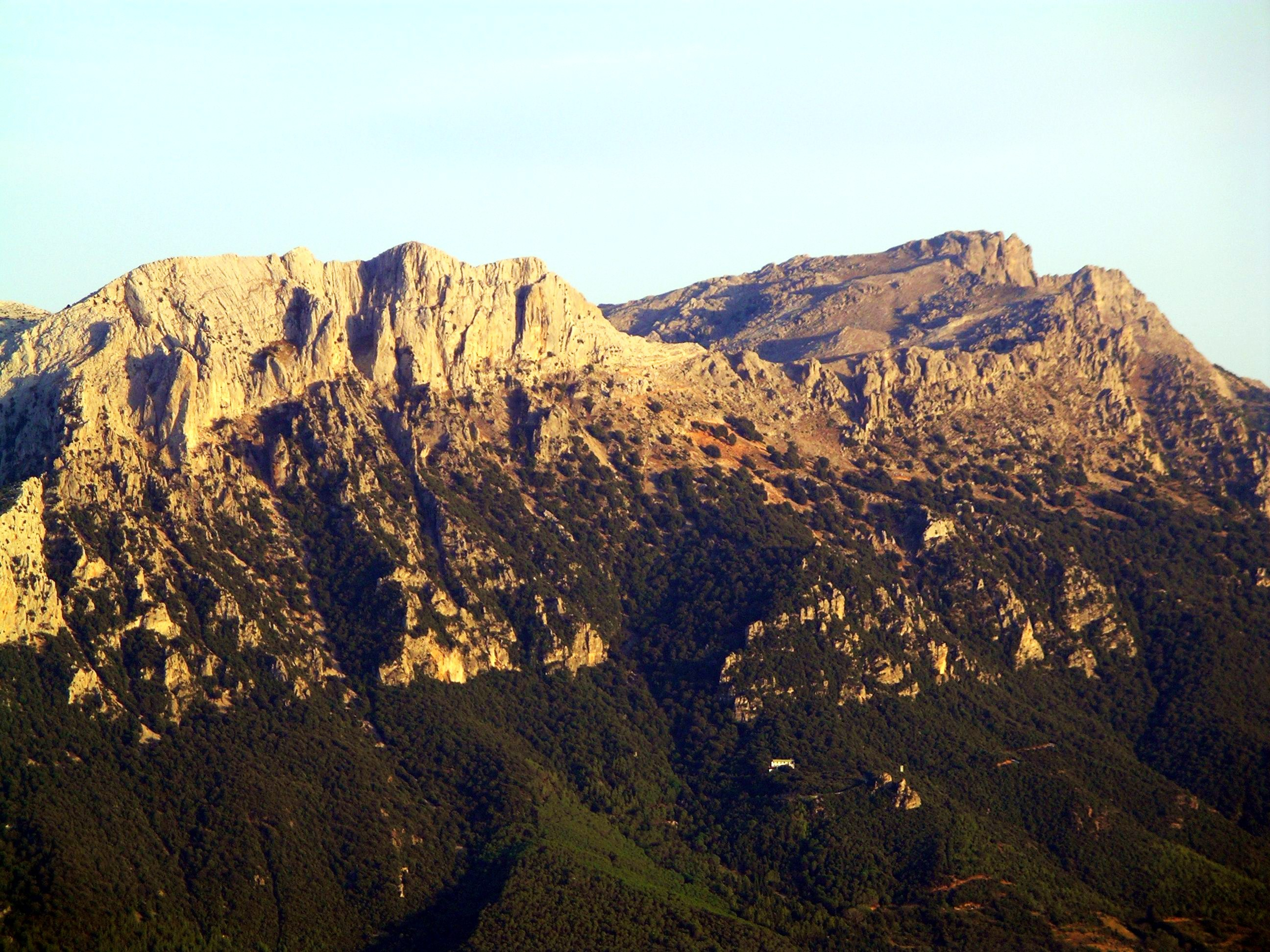
Supramonte di Oliena - Punta Corrasi

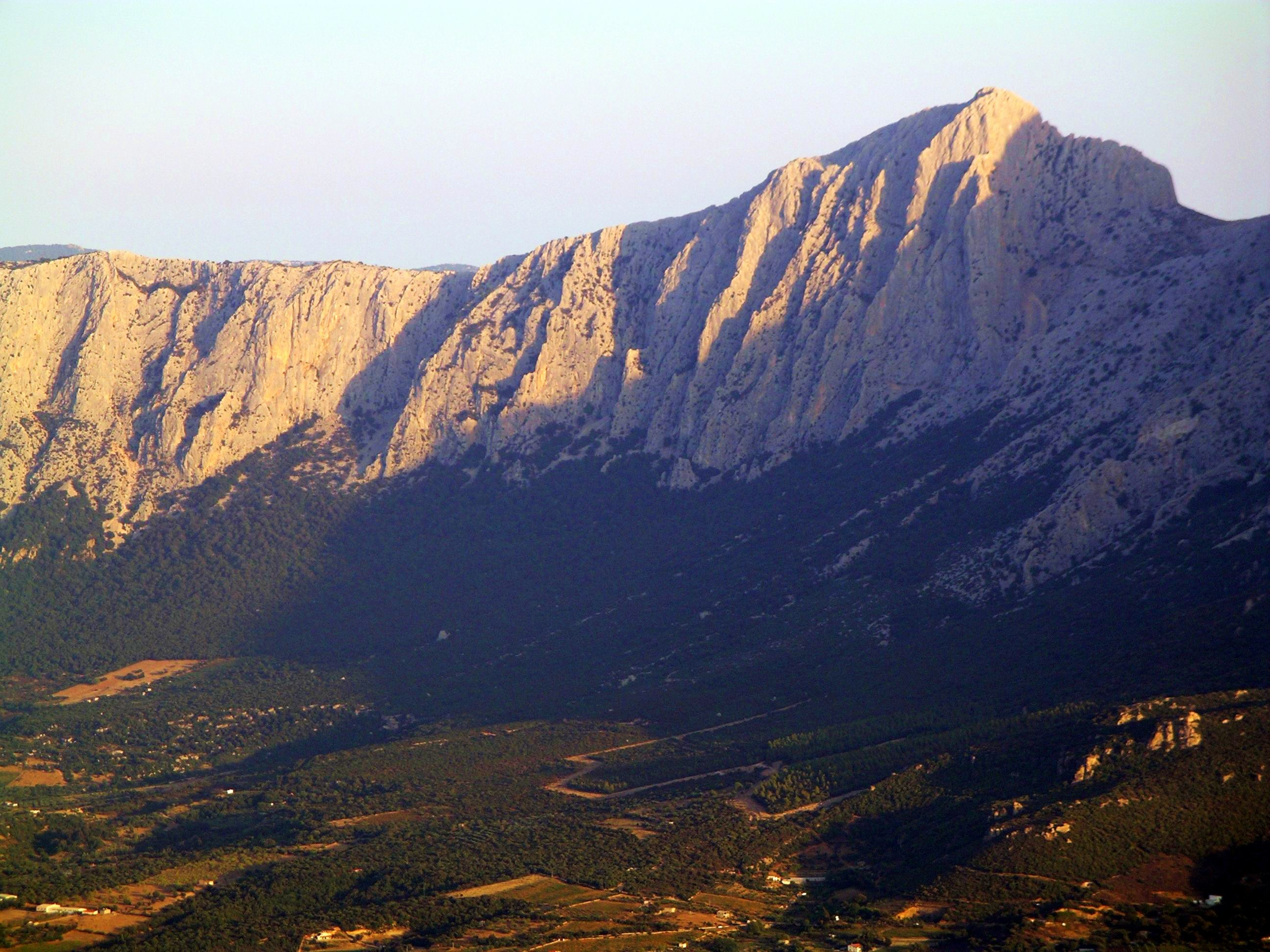
Supramonte di Oliena - Punta Cusidore

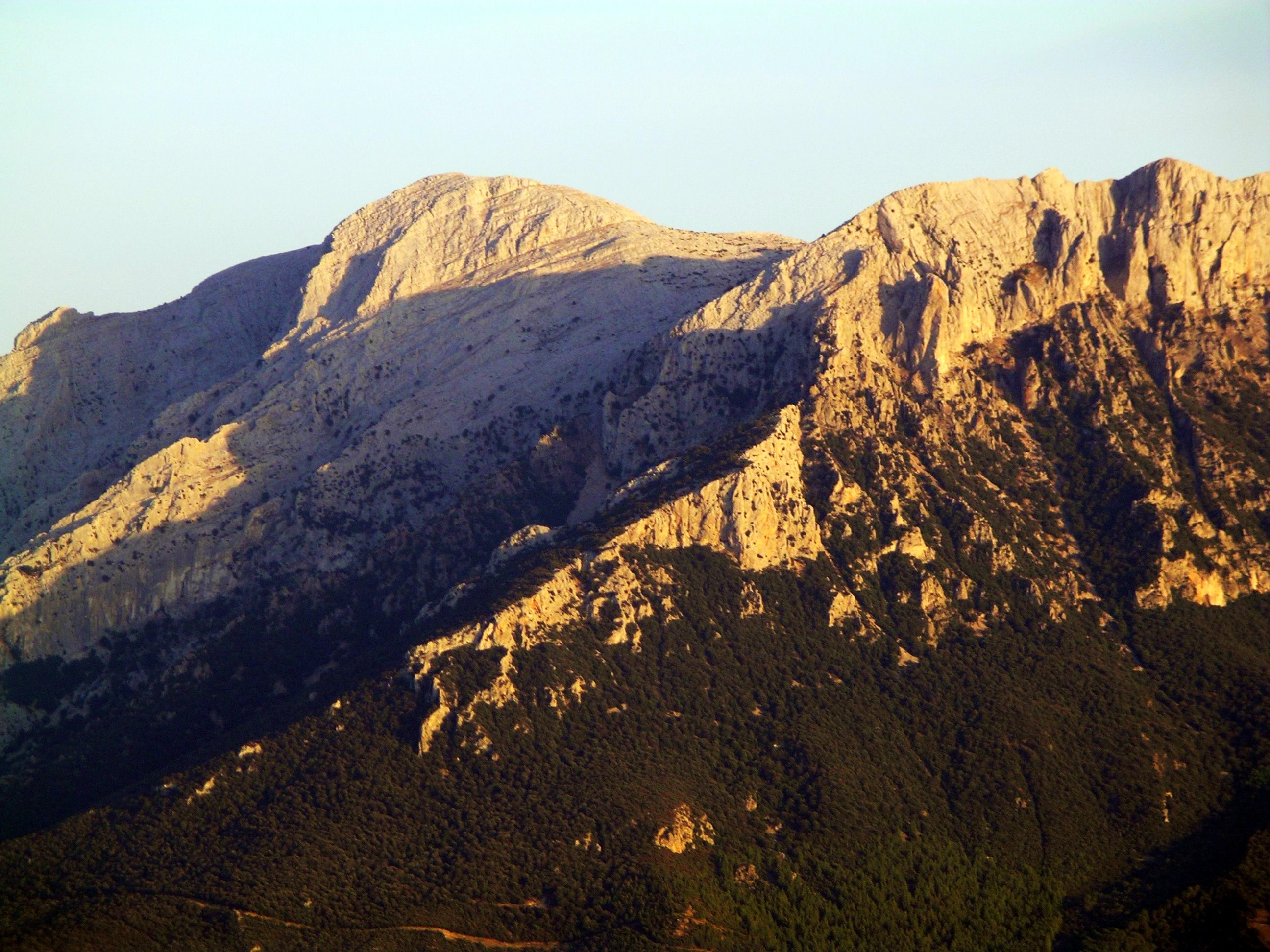
Supramonte di Oliena - Punta Sos Nidos

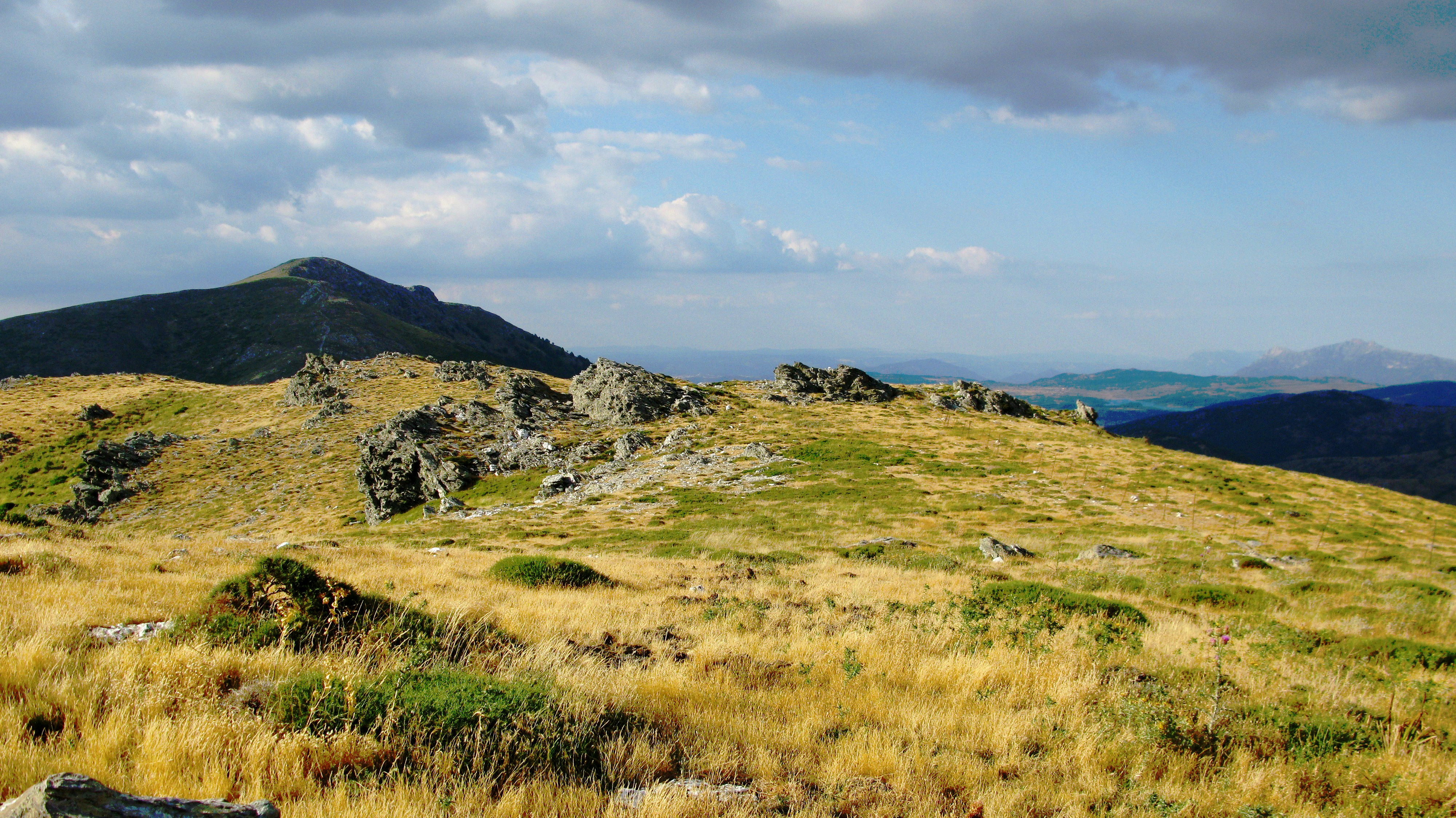
Pascoli estivi di sa Panargia

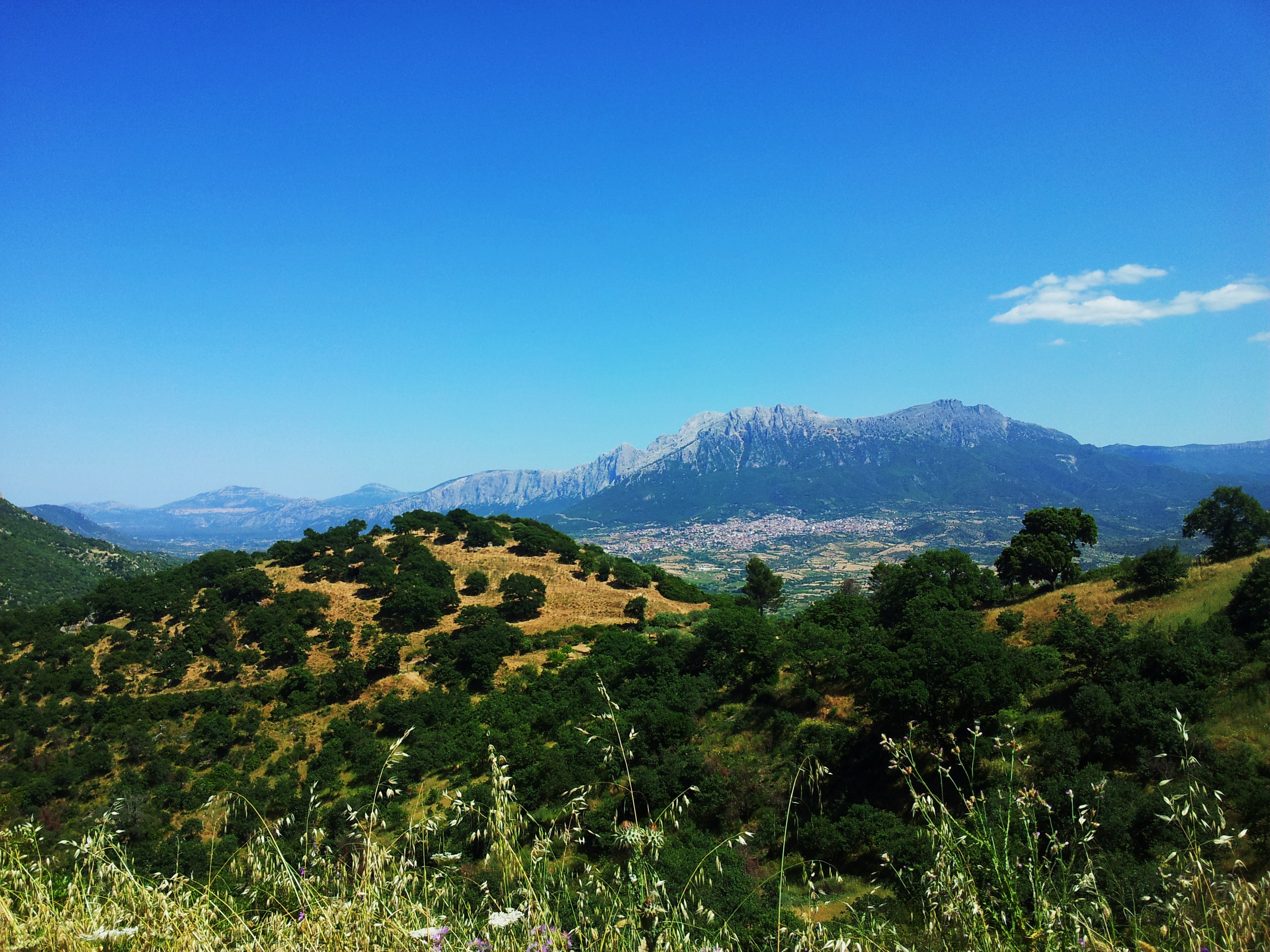
Monti di Oliena visti dalle campagne nuoresi

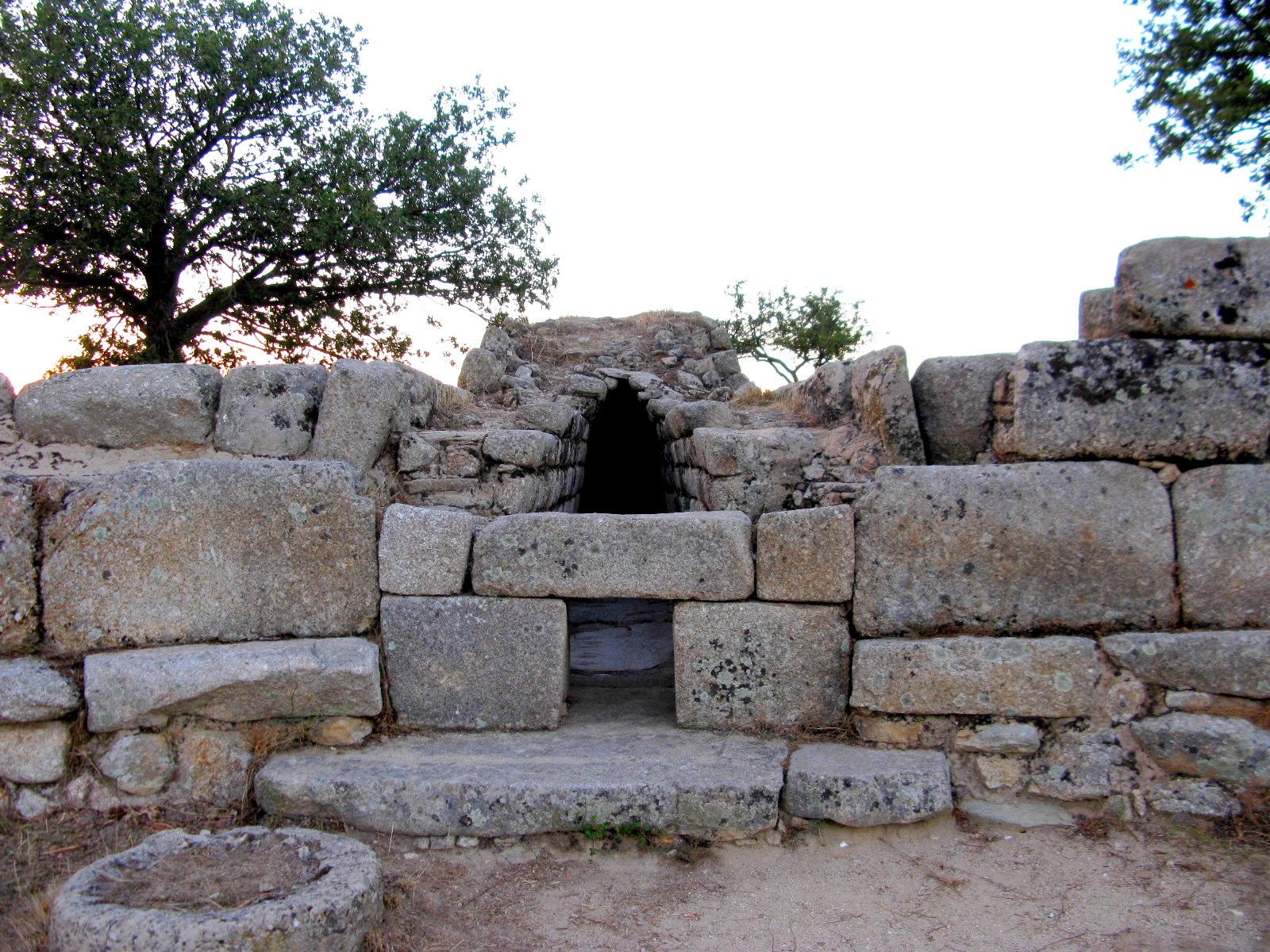
Fonni - tomba dei giganti di Madau

Per tutelarne le bellezze è stato istituito, nel 1998, il Parco Nazionale del Golfo di Orosei e del Gennargentu. Le creazione dell'area protetta ha incontrato notevoli difficoltà nella sua fase di istituzionalizzazione in seguito alle rilevanti resistenze delle popolazioni locali, fondate principalmente sul timore di espropriazione del proprio territorio. Le comunità locali hanno avvertito, infatti, il pericolo che il territorio compreso entro i confini del parco nazionale potesse essere sottratto a coloro che, per secoli, vi hanno vissuto.
Nel 2008, con la sentenza n. 626 emessa dal Tribunale Amministrativo Regionale della Sardegna, è stato dichiarato improcedibile il ricorso per l'annullamento del decreto istitutivo del Parco nazionale del Golfo di Orosei e del Gennargentu. Tale decisione è stata presa in seguito alle modifiche introdotte dalla legge n. 266/2005, che prevedono l'applicazione delle misure di tutela disposte dal decreto istitutivo del Parco, solamente previa intesa tra lo Stato e la regione Sardegna.

## Escursionismo
L'Ente foreste della Sardegna ha realizzato, così come in altre parti dell'isola, una serie di sentieri, tra loro collegati e dotati di un sistema di segnali che contraddistinguono i vari itinerari. Le montagne del Gennargentu sono attraversate da una parte di questi percorsi escursionistici, lungo i quali si trovano diversi punti panoramici e fonti.
I sentieri percorribili sono i seguenti:
- Girgini T-700 – Si tratta di un sentiero turistico lungo il quale sono ubicati punti di ristoro e aree di sosta. È percorribile in fuoristrada, motocicletta, a piedi, a cavallo oppure in bicicletta. Si sviluppa per una lunghezza di 6,7 km e con un dislivello di 125 metri. Il tempo di percorrenza medio è stimato in due ore[23];
- Gennargentu T-721 – Percorrendo questo sentiero è possibile giungere fino alla Punta La Marmora, seguendo il Sentiero Italia con il quale si interseca. Lungo il sentiero si trovano delle aree di sosta e dei punti di ristoro, nonché un rifugio montano. La lunghezza del percorso è di 5,3 km per un dislivello di 149 metri, percorribili mediamente in un'ora e mezzo[24];
- Is Meriagos T-723 – Il sentiero è percorribile con vari mezzi (fuoristrada, motocicletta, a piedi, a cavallo oppure in bicicletta) e si sviluppa per una lunghezza di 8 chilometri. Il dislivello è di 265 metri ed il tempo di percorrenza stimato è di due ore e mezza. lungo il tragitto si trovano delle aree di sosta e dei punti di ristoro[25];
- Arcu Artilai – Bruncu Spina T-721A – Il percorso conduce al Bruncu Spina, fino alla quota 1828. Si sviluppa per circa 800 metri, con un dislivello di 168 metri, percorribile in circa trenta minuti. Lungo il tragitto si trovano aree di sosta, punti di ristoro ed un rifugio montano[26];
- Girgini – Rifugio La Marmora T-722 – Il sentiero conduce ai ruderi del Rifugio Lamarmora. Lungo il percorso sono sistemate alcune aree di sosta. Il tragitto è lungo 8,2 chilometri su un dislivello di 644 metri. Il tempo di percorrenza è stimato in due ore e cinquanta minuti[27];
- Muggianeddu T-501 – Il sentiero ha inizio dall'abitato di Tonara e si sviluppa per una lunghezza di 9,7 chilometri, superando un dislivello di 530 metri. Il tempo di percorrenza previsto è di tre ore e quaranta minuti. Lungo il percorso si trovano alcune aree di sosta e dei punti di ristoro[28];
- Perdas Artas T-501A – Lungo il percorso si trovano diversi punti panoramici. Il sentiero si estende per 1,1 chilometri, su un dislivello di 124 metri. Può essere percorso in fuoristrada, a cavallo, a piedi o in bicicletta e lungo il tragitto si trovano delle aree di sosta e campeggio e dei punti di ristoro[29];
- Muggianeddu – Bauerì T-502 – Il sentiero ha inizio dall'abitato di Tonara e può essere percorso in fuoristrada, in motocicletta, a cavallo, a piedi o in bicicletta. Si sviluppa per 12,6 chilometri, su un dislivello di 659 metri. Lungo il percorso si trovano diverse aree di sosta e dei punti di ristoro[30];
- Sentiero Sorberine B-531 – È un sentiero escursionistico esperto che si sviluppa per una lunghezza di 13 chilometri, superando un dislivello di 900 metri. Il tempo di percorrenza stimato è di otto ore[31];
- Sentiero dei Carbonai: Coa'e Serra – Thiu Predu Orrubiu B-532 – È un sentiero escursionistico esperto che si sviluppa per una lunghezza di 8,2 chilometri, superando un dislivello di 400 metri. Il tempo di percorrenza stimato è di due ore e quaranta minuti[32];
- Sentiero dei Carbonai: Paule Munduge B-532A – È un sentiero escursionistico esperto che si sviluppa per una lunghezza di 5,3 chilometri, superando un dislivello di 475 metri. Il tempo di percorrenza stimato è di due ore e quaranta minuti. Lungo il tragitto si trovano dei punti di ristoro[33].

## Sci
Gli sport invernali possono essere praticati negli impianti sciistici ubicati lungo i pendii del Bruncu Spina e del monte Spada, presso i quali si trovano anche alcune strutture di accoglienza per i turisti. Gli impianti rappresentano una delle attrattive turistiche del massiccio montuoso.

## Galleria d'immagini

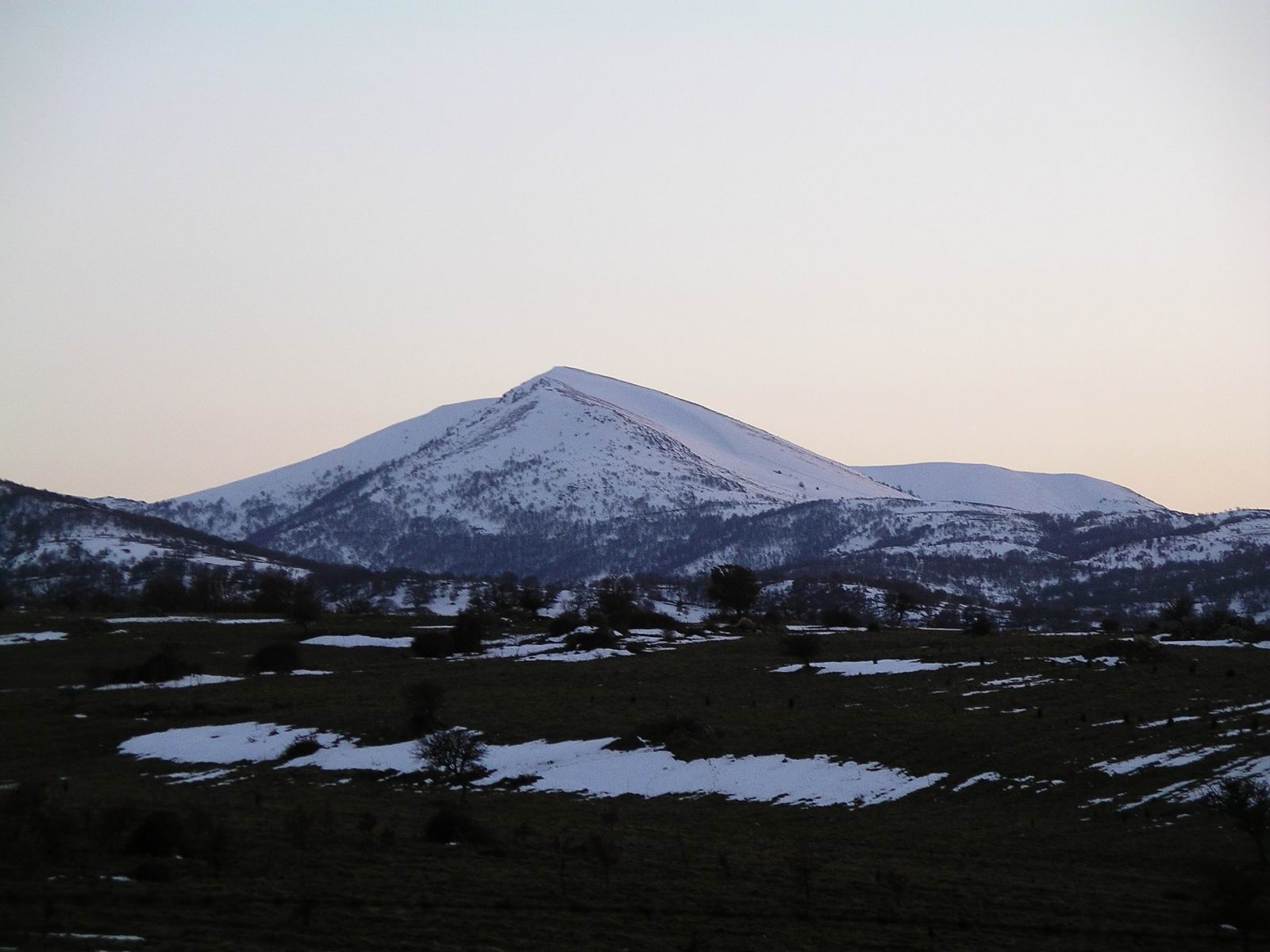
Gennargentu - Vista sul monte Spada.
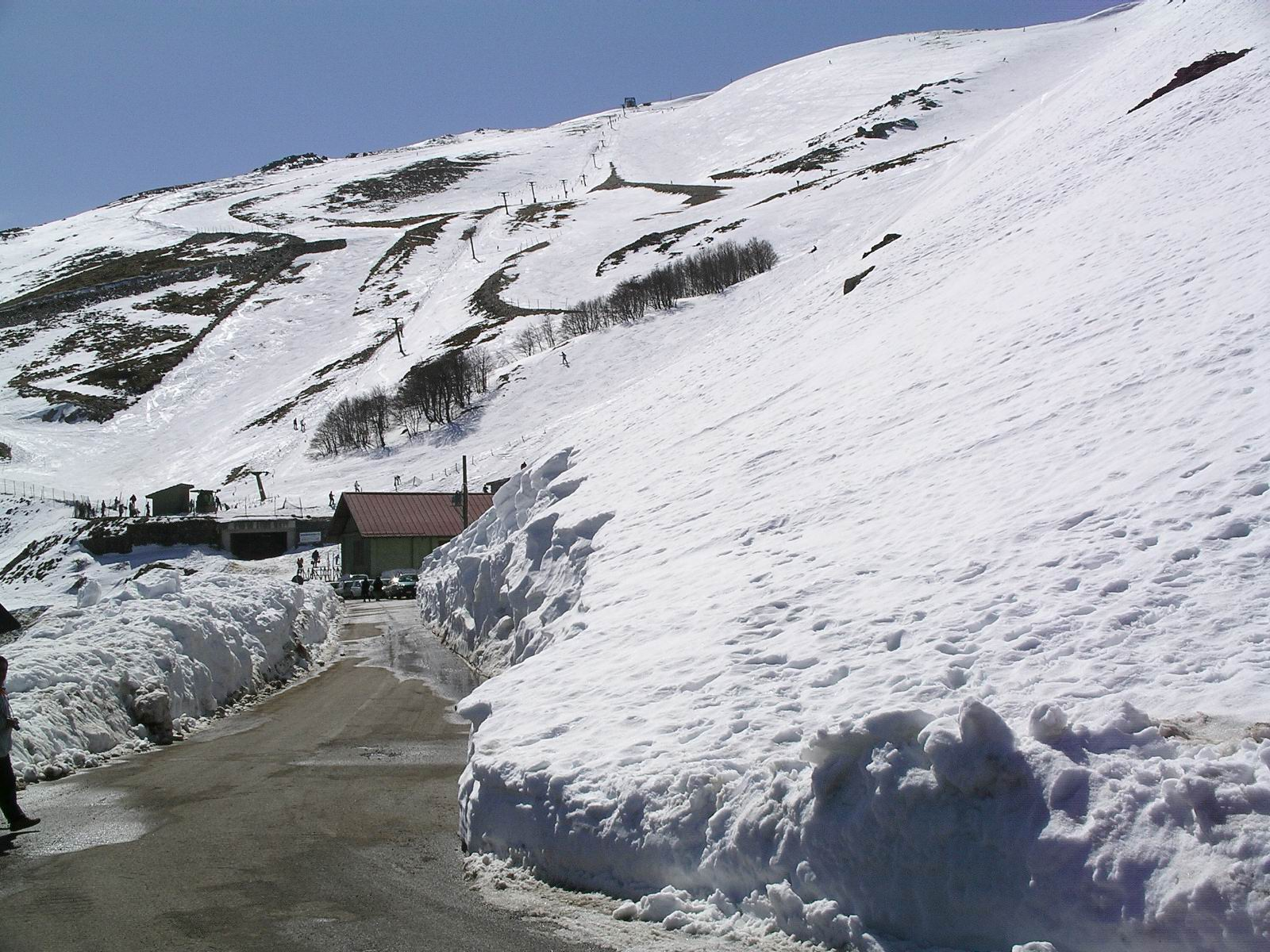
Gennargentu - Le piste da sci del Bruncu Spina.
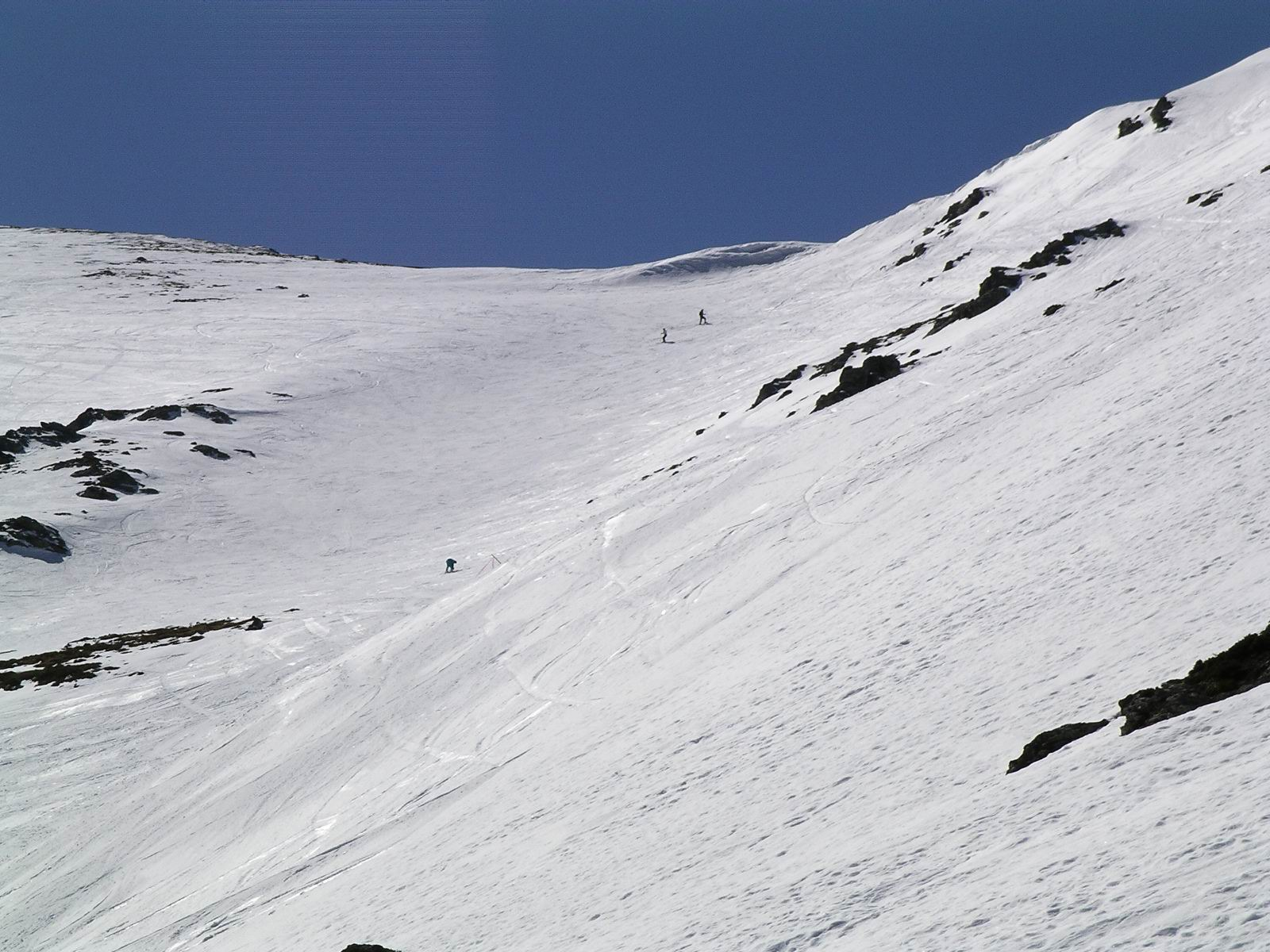
Fonni - Impianti sciistici del Gennargentu.
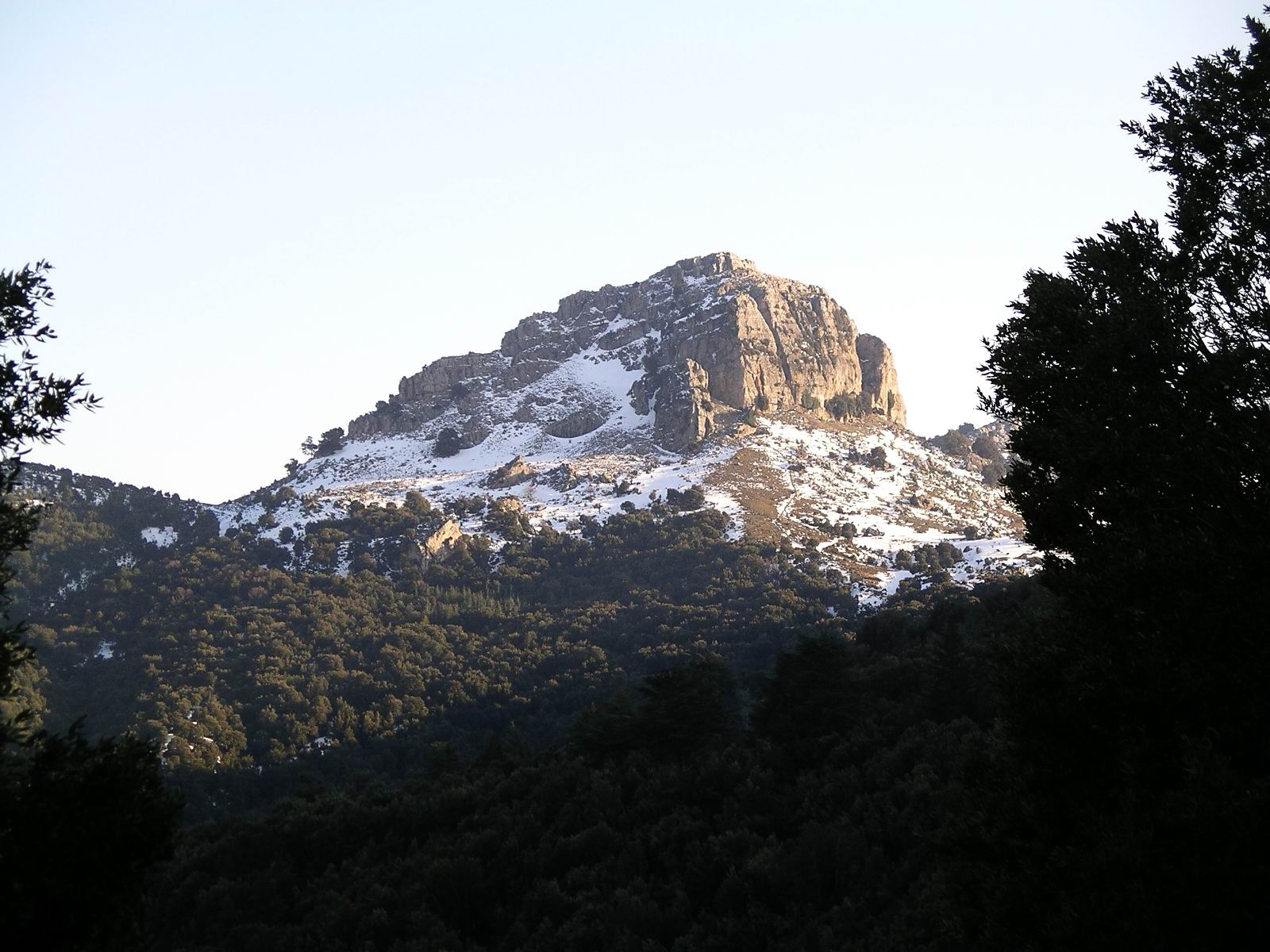
Orgosolo - Il monte Fumai.
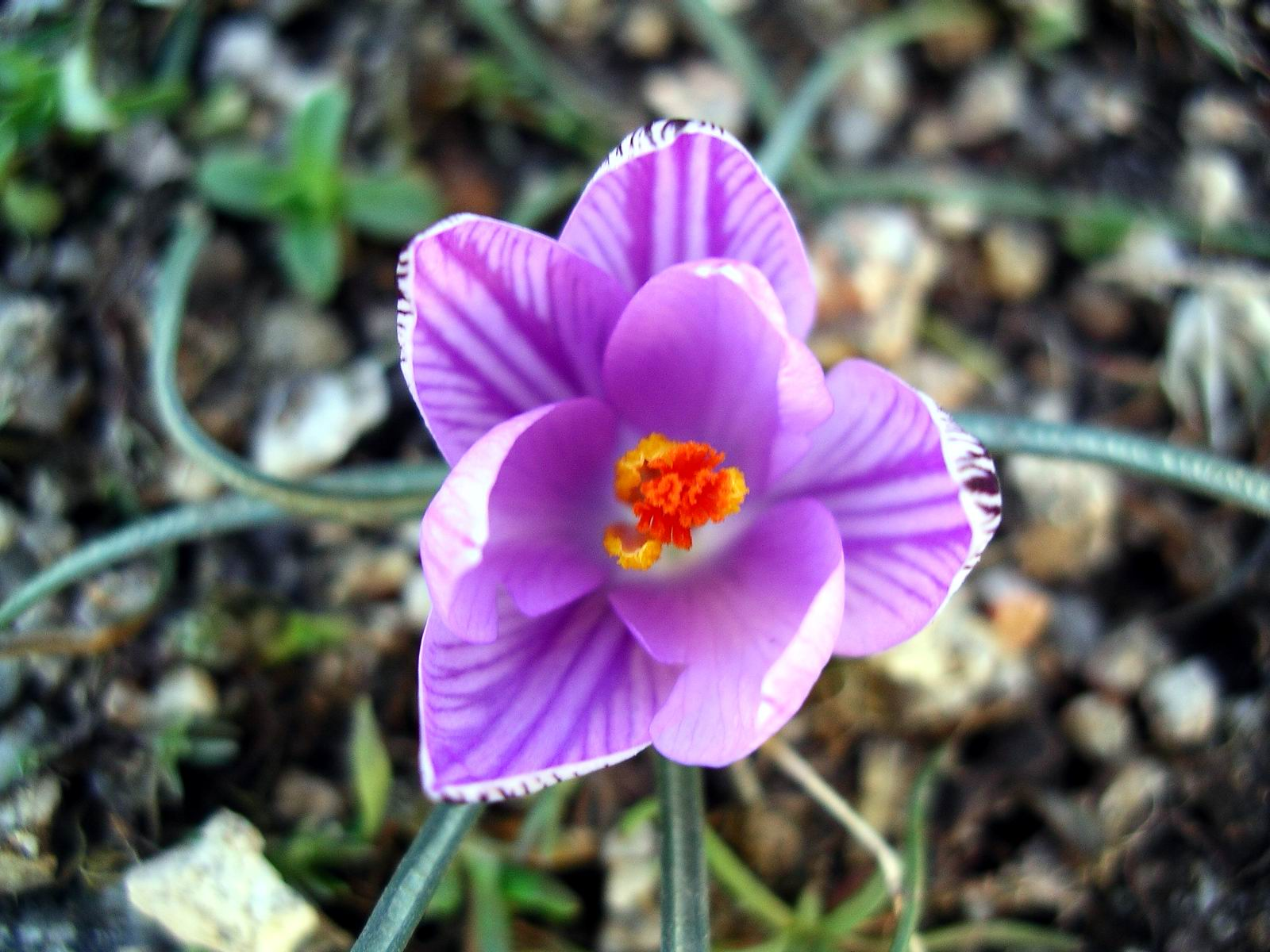
Crocus minimus.
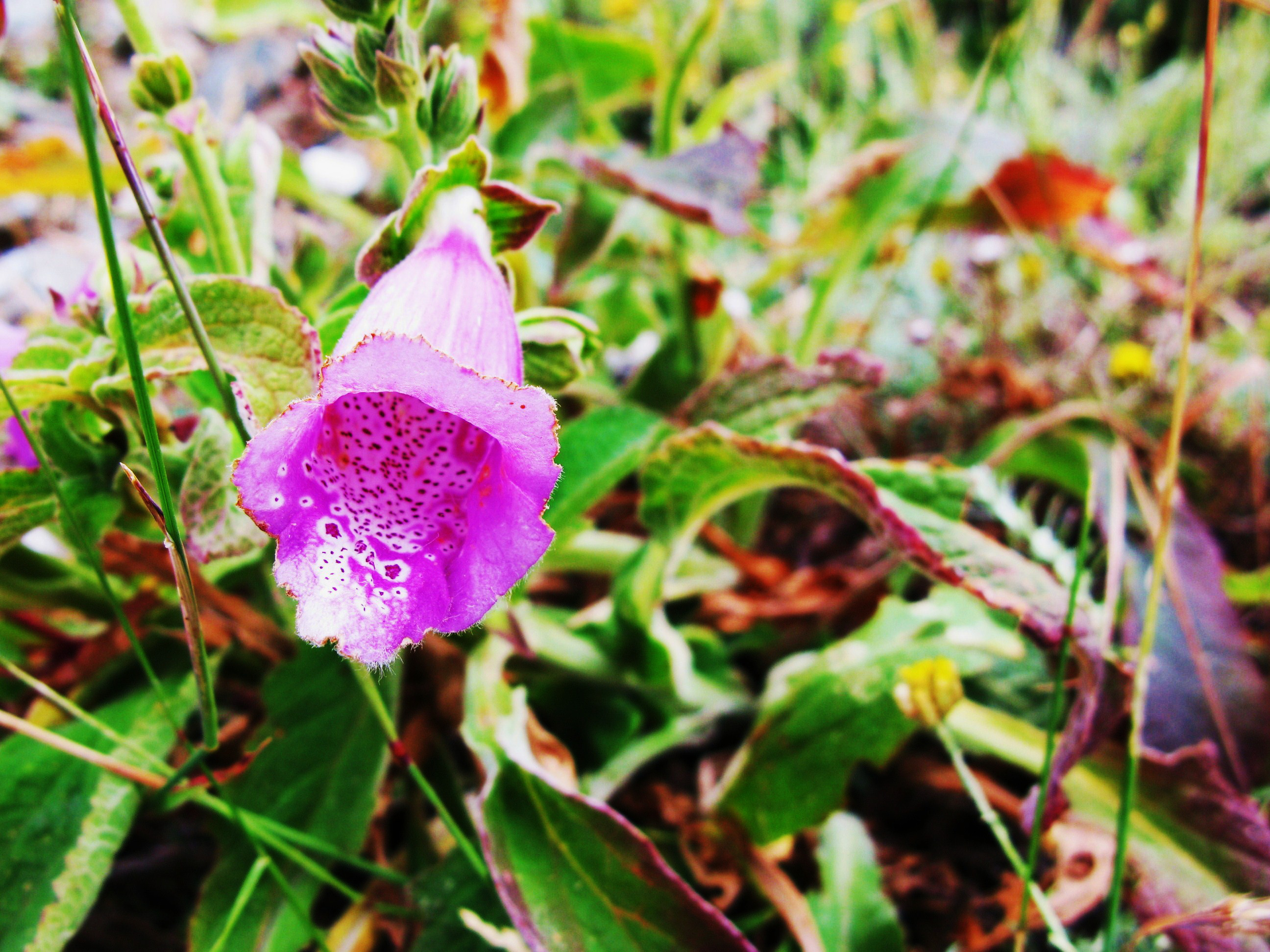
Digitale purpurea - frequente nel Gennargentu.
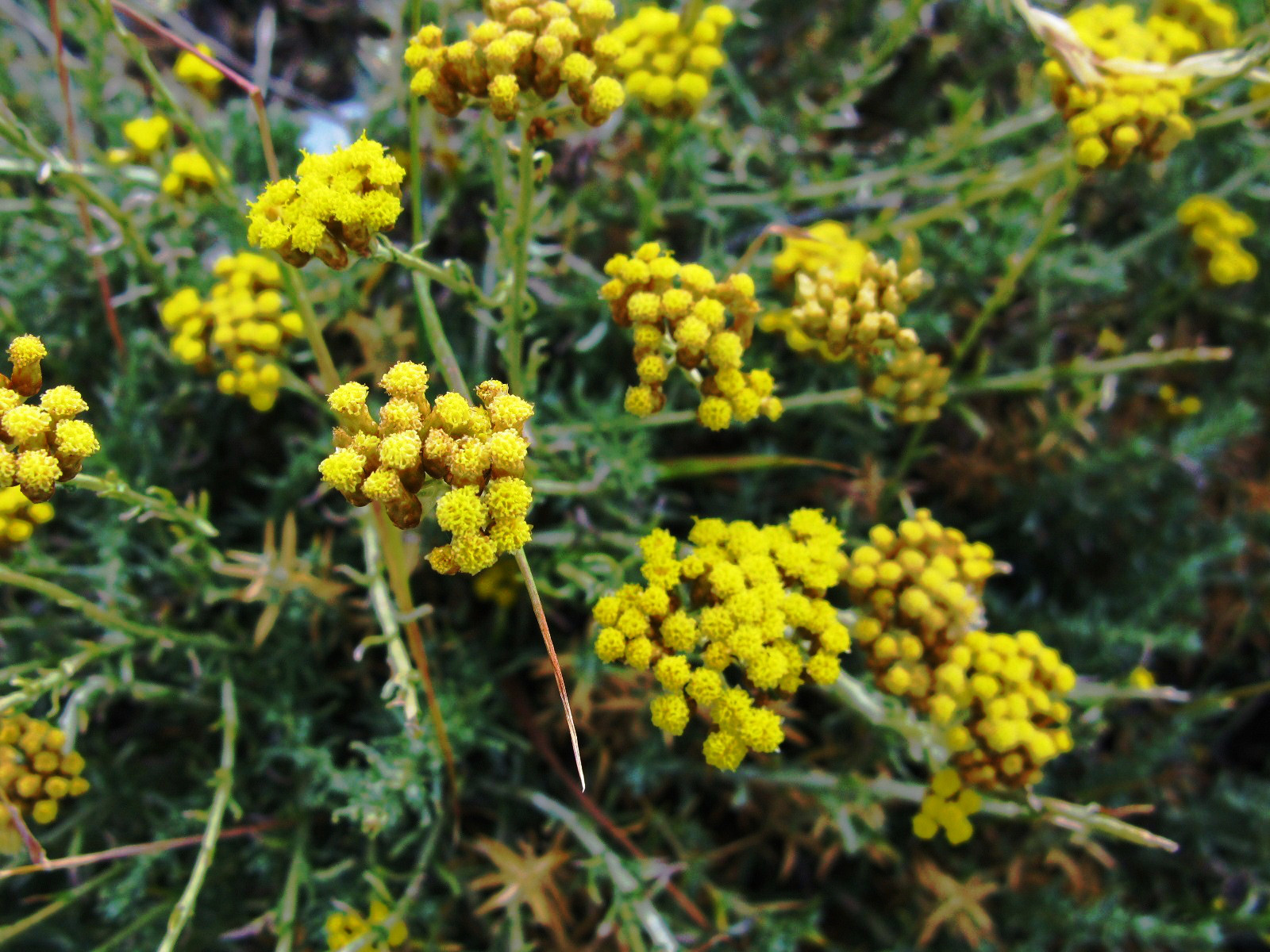
Gennargentu - Elicriso.
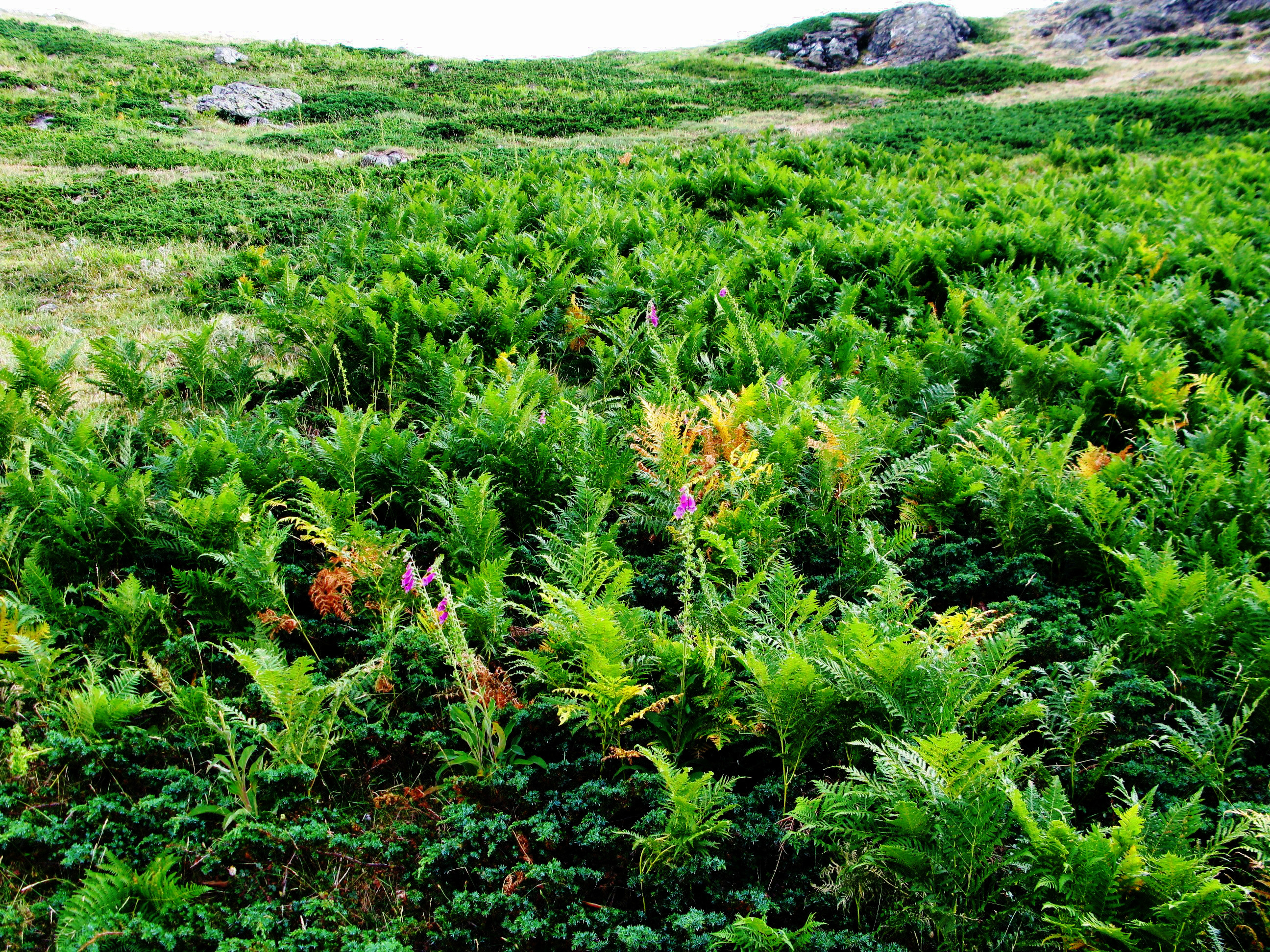
Gennargentu - Campo di felci.
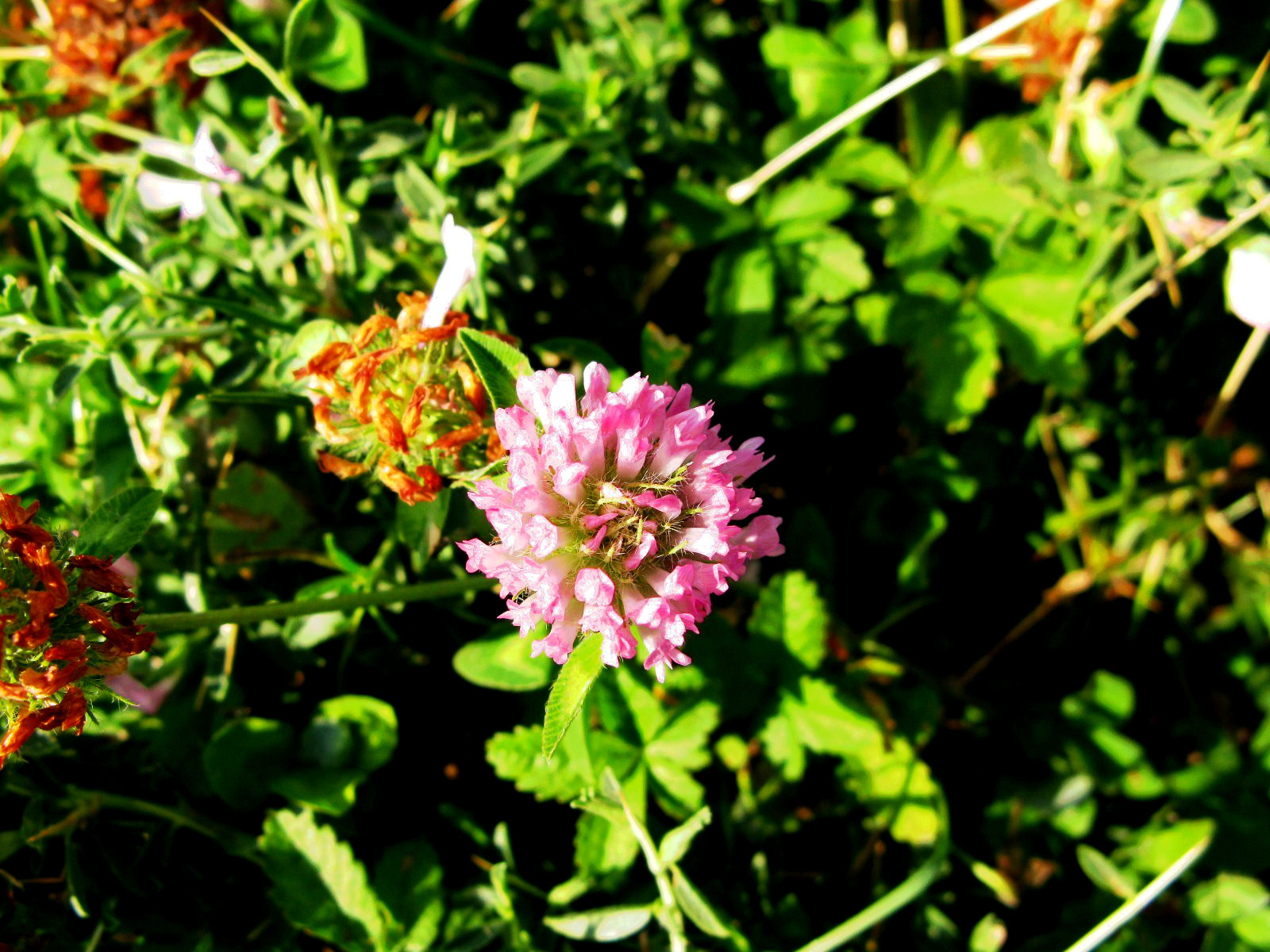
Gennargentu - fiore montano.
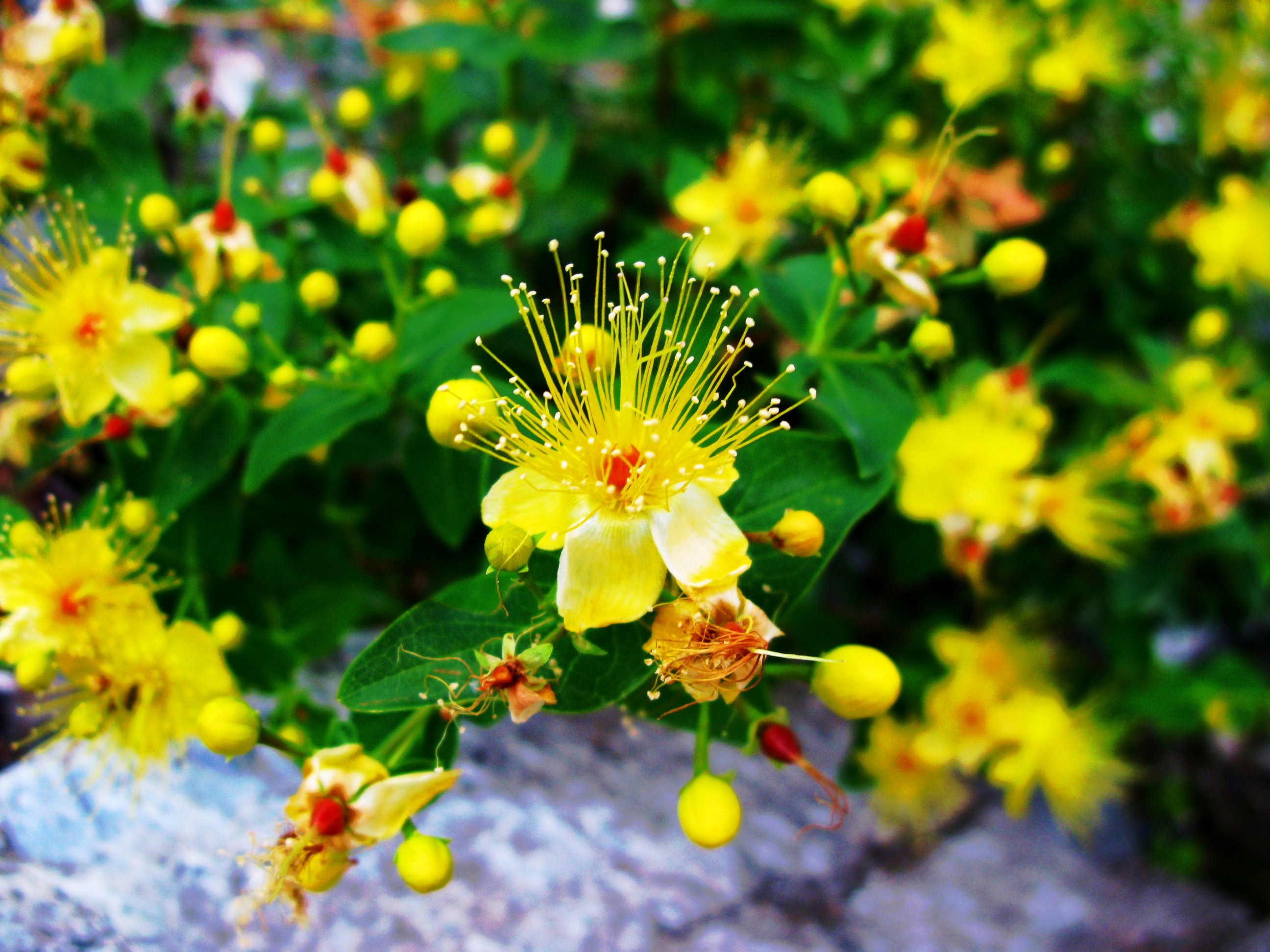
Gennargentu - iperico, detto erba di San Giovanni.
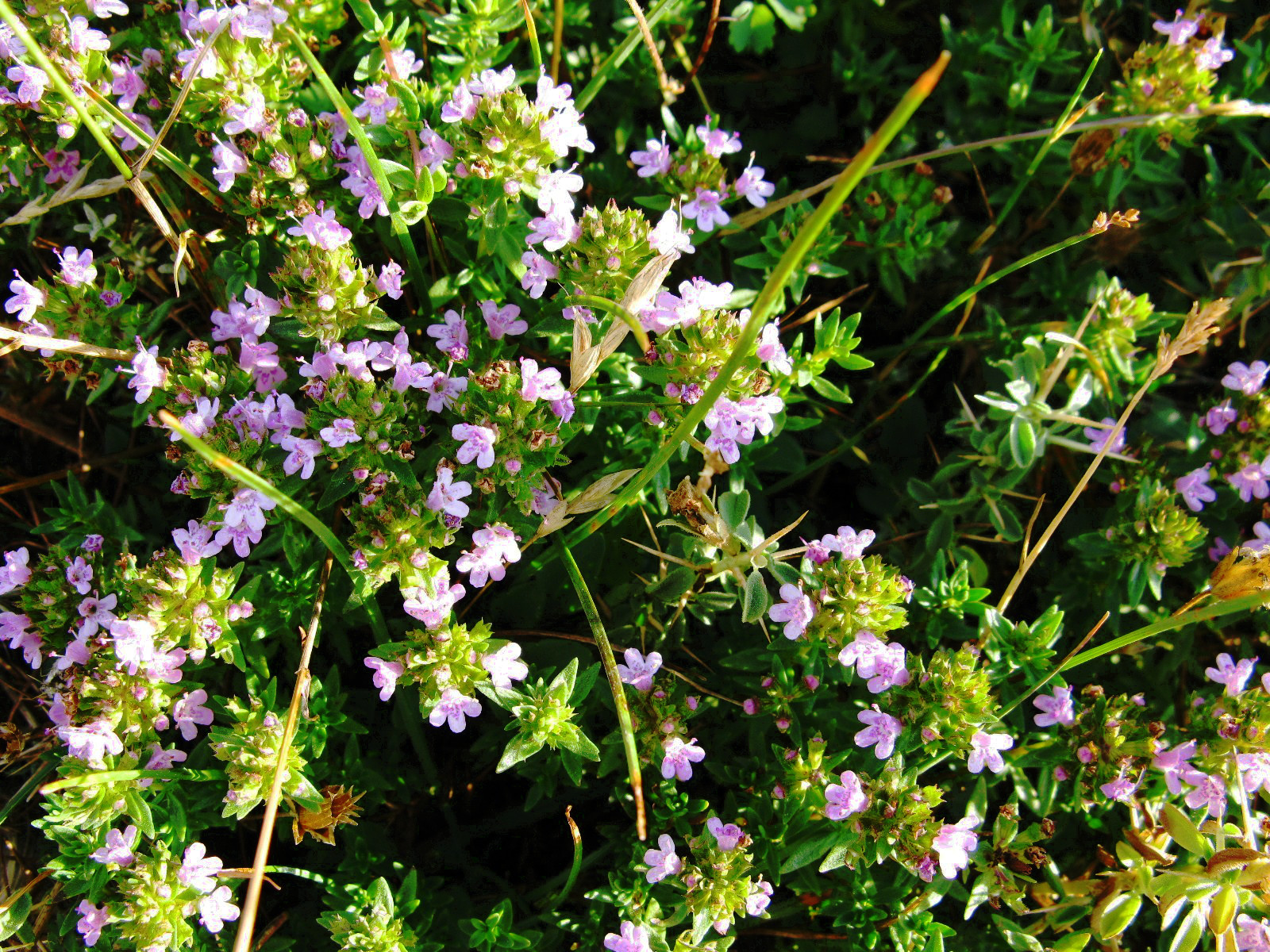
Gennargentu - fioritura del Timo.
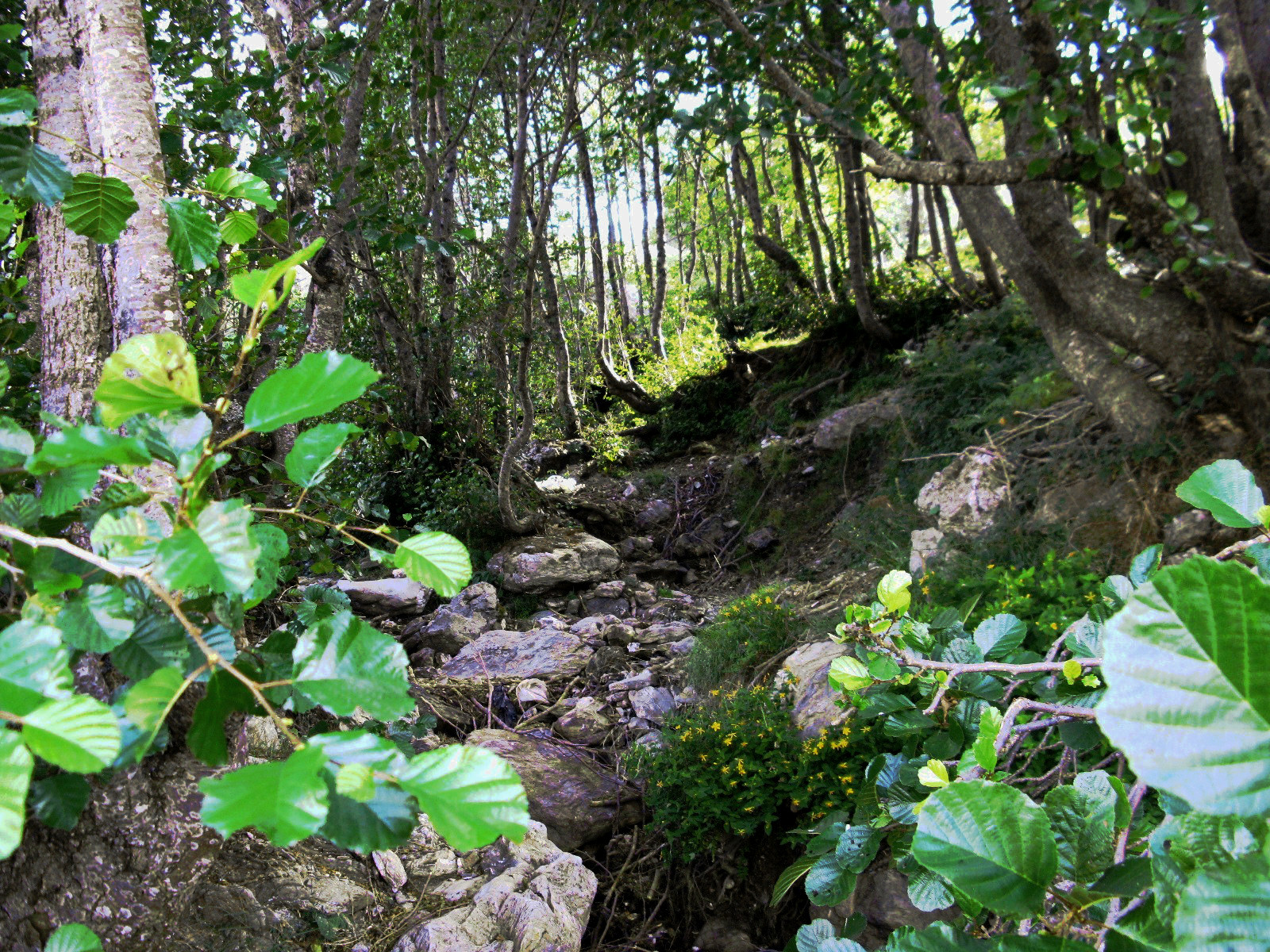
Gennargentu - Foresta a galleria di Ontani.